# Llista d'asteroides (266001-267000)
Llista d'asteroides del 266.001 al 267.000, amb data de descoberta i descobridor. És un fragment de la llista d'asteroides completa. Als asteroides se'ls dona un número quan es confirma la seva òrbita, per tant apareixen llistats aproximadament segons la data de descobriment.

## 266001-266100
| Nom                | Designació provisional | Data de descobriment   | Lloc de descobriment | Descobridor/s        |
| ------------------ | ---------------------- | ---------------------- | -------------------- | -------------------- |
| 266001             | 2006 DC136             | 25 de febrer de 2006   | Kitt Peak            | Spacewatch           |
| 266002             | 2006 DW161             | 27 de febrer de 2006   | Mount Lemmon         | Mt. Lemmon Survey    |
| 266003             | 2006 DJ188             | 27 de febrer de 2006   | Kitt Peak            | Spacewatch           |
| 266004             | 2006 DJ195             | 28 de febrer de 2006   | Socorro              | LINEAR               |
| 266005             | 2006 DN196             | 23 de febrer de 2006   | Anderson Mesa        | LONEOS               |
| 266006             | 2006 DU201             | 20 de febrer de 2006   | Socorro              | LINEAR               |
| 266007             | 2006 EX4               | 2 de març de 2006      | Kitt Peak            | Spacewatch           |
| 266008             | 2006 EU14              | 2 de març de 2006      | Kitt Peak            | Spacewatch           |
| 266009             | 2006 EH24              | 3 de març de 2006      | Kitt Peak            | Spacewatch           |
| 266010             | 2006 EW33              | 3 de març de 2006      | Mount Lemmon         | Mt. Lemmon Survey    |
| 266011             | 2006 EU34              | 3 de març de 2006      | Kitt Peak            | Spacewatch           |
| 266012             | 2006 EZ35              | 3 de març de 2006      | Mount Lemmon         | Mt. Lemmon Survey    |
| 266013             | 2006 EN36              | 3 de març de 2006      | Mount Lemmon         | Mt. Lemmon Survey    |
| 266014             | 2006 EB39              | 4 de març de 2006      | Catalina             | CSS                  |
| 266015             | 2006 EC42              | 4 de març de 2006      | Kitt Peak            | Spacewatch           |
| 266016             | 2006 EW46              | 4 de març de 2006      | Kitt Peak            | Spacewatch           |
| 266017             | 2006 EQ55              | 5 de març de 2006      | Kitt Peak            | Spacewatch           |
| 266018             | 2006 EW59              | 5 de març de 2006      | Kitt Peak            | Spacewatch           |
| 266019             | 2006 EV70              | 9 de març de 2006      | Catalina             | CSS                  |
| 266020             | 2006 ER71              | 2 de març de 2006      | Kitt Peak            | Spacewatch           |
| 266021             | 2006 FZ10              | 23 de març de 2006     | Kitt Peak            | Spacewatch           |
| 266022             | 2006 FM11              | 23 de març de 2006     | Kitt Peak            | Spacewatch           |
| 266023             | 2006 FG35              | 23 de març de 2006     | Socorro              | LINEAR               |
| 266024             | 2006 FF38              | 23 de març de 2006     | Kitt Peak            | Spacewatch           |
| 266025             | 2006 FX45              | 25 de març de 2006     | Catalina             | CSS                  |
| 266026             | 2006 FA48              | 24 de març de 2006     | Anderson Mesa        | LONEOS               |
| 266027             | 2006 FC48              | 24 de març de 2006     | Anderson Mesa        | LONEOS               |
| 266028             | 2006 FQ49              | 25 de març de 2006     | Catalina             | CSS                  |
| 266029             | 2006 FA51              | 24 de març de 2006     | Catalina             | CSS                  |
| 266030             | 2006 GL25              | 2 d'abril de 2006      | Kitt Peak            | Spacewatch           |
| 266031             | 2006 GL39              | 7 d'abril de 2006      | Anderson Mesa        | LONEOS               |
| 266032             | 2006 GT39              | 2 d'abril de 2006      | Catalina             | CSS                  |
| 266033             | 2006 GW42              | 9 d'abril de 2006      | Anderson Mesa        | LONEOS               |
| 266034             | 2006 GY44              | 7 d'abril de 2006      | Mount Lemmon         | Mt. Lemmon Survey    |
| 266035             | 2006 GJ53              | 6 d'abril de 2006      | Catalina             | CSS                  |
| 266036             | 2006 HY12              | 19 d'abril de 2006     | Kitt Peak            | Spacewatch           |
| 266037             | 2006 HW18              | 18 d'abril de 2006     | Kitt Peak            | Spacewatch           |
| 266038             | 2006 HC19              | 18 d'abril de 2006     | Kitt Peak            | Spacewatch           |
| 266039             | 2006 HR56              | 19 d'abril de 2006     | Catalina             | CSS                  |
| 266040             | 2006 HM69              | 24 d'abril de 2006     | Mount Lemmon         | Mt. Lemmon Survey    |
| 266041             | 2006 HD109             | 30 d'abril de 2006     | Kitt Peak            | Spacewatch           |
| 266042             | 2006 HV119             | 30 d'abril de 2006     | Kitt Peak            | Spacewatch           |
| 266043             | 2006 HM129             | 26 d'abril de 2006     | Cerro Tololo         | M. W. Buie           |
| 266044             | 2006 JB7               | 1 de maig de 2006      | Kitt Peak            | Spacewatch           |
| 266045             | 2006 JU43              | 5 de maig de 2006      | Catalina             | CSS                  |
| 266046             | 2006 KG57              | 22 de maig de 2006     | Kitt Peak            | Spacewatch           |
| 266047             | 2006 KA69              | 20 de maig de 2006     | Siding Spring        | Siding Spring Survey |
| 266048             | 2006 KB87              | 27 de maig de 2006     | Catalina             | CSS                  |
| 266049             | 2006 KL99              | 27 de maig de 2006     | Catalina             | CSS                  |
| 266050             | 2006 KL107             | 31 de maig de 2006     | Mount Lemmon         | Mt. Lemmon Survey    |
| 266051 Hannawieser | 2006 NB                | 1 de juliol de 2006    | Winterthur           | M. Griesser          |
| 266052             | 2006 PB2               | 12 d'agost de 2006     | Palomar              | NEAT                 |
| 266053             | 2006 QJ27              | 19 d'agost de 2006     | Palomar              | NEAT                 |
| 266054             | 2006 QW50              | 22 d'agost de 2006     | Palomar              | NEAT                 |
| 266055             | 2006 QN59              | 19 d'agost de 2006     | Anderson Mesa        | LONEOS               |
| 266056             | 2006 QO83              | 27 d'agost de 2006     | Kitt Peak            | Spacewatch           |
| 266057             | 2006 QG97              | 19 d'agost de 2006     | Kitt Peak            | Spacewatch           |
| 266058             | 2006 QX100             | 25 d'agost de 2006     | Lulin                | C.-S. Lin, Q.-z. Ye  |
| 266059             | 2006 QC112             | 22 d'agost de 2006     | Palomar              | NEAT                 |
| 266060             | 2006 QA131             | 20 d'agost de 2006     | Palomar              | NEAT                 |
| 266061             | 2006 QM135             | 27 d'agost de 2006     | Anderson Mesa        | LONEOS               |
| 266062             | 2006 QL144             | 29 d'agost de 2006     | Catalina             | CSS                  |
| 266063             | 2006 QP147             | 18 d'agost de 2006     | Kitt Peak            | Spacewatch           |
| 266064             | 2006 QL153             | 19 d'agost de 2006     | Kitt Peak            | Spacewatch           |
| 266065             | 2006 QM158             | 19 d'agost de 2006     | Kitt Peak            | Spacewatch           |
| 266066             | 2006 RQ5               | 14 de setembre de 2006 | Kitt Peak            | Spacewatch           |
| 266067             | 2006 RY9               | 13 de setembre de 2006 | Palomar              | NEAT                 |
| 266068             | 2006 RX10              | 12 de setembre de 2006 | Catalina             | CSS                  |
| 266069             | 2006 RC11              | 12 de setembre de 2006 | Catalina             | CSS                  |
| 266070             | 2006 RK19              | 14 de setembre de 2006 | Kitt Peak            | Spacewatch           |
| 266071             | 2006 RL39              | 14 de setembre de 2006 | Palomar              | NEAT                 |
| 266072             | 2006 RD52              | 14 de setembre de 2006 | Kitt Peak            | Spacewatch           |
| 266073             | 2006 RN53              | 14 de setembre de 2006 | Kitt Peak            | Spacewatch           |
| 266074             | 2006 RV62              | 14 de setembre de 2006 | Catalina             | CSS                  |
| 266075             | 2006 RR91              | 15 de setembre de 2006 | Kitt Peak            | Spacewatch           |
| 266076             | 2006 RQ95              | 15 de setembre de 2006 | Kitt Peak            | Spacewatch           |
| 266077             | 2006 RP96              | 15 de setembre de 2006 | Kitt Peak            | Spacewatch           |
| 266078             | 2006 RC97              | 15 de setembre de 2006 | Kitt Peak            | Spacewatch           |
| 266079             | 2006 RG101             | 14 de setembre de 2006 | Palomar              | NEAT                 |
| 266080             | 2006 RQ101             | 14 de setembre de 2006 | Catalina             | CSS                  |
| 266081 Willyket    | 2006 RP109             | 14 de setembre de 2006 | Mauna Kea            | J. Masiero           |
| 266082             | 2006 RR121             | 15 de setembre de 2006 | Kitt Peak            | Spacewatch           |
| 266083             | 2006 SZ4               | 16 de setembre de 2006 | Palomar              | NEAT                 |
| 266084             | 2006 SN6               | 16 de setembre de 2006 | Catalina             | CSS                  |
| 266085             | 2006 SX7               | 16 de setembre de 2006 | Socorro              | LINEAR               |
| 266086             | 2006 SA21              | 16 de setembre de 2006 | Anderson Mesa        | LONEOS               |
| 266087             | 2006 SP22              | 17 de setembre de 2006 | Anderson Mesa        | LONEOS               |
| 266088             | 2006 SB27              | 16 de setembre de 2006 | Catalina             | CSS                  |
| 266089             | 2006 SG33              | 17 de setembre de 2006 | Catalina             | CSS                  |
| 266090             | 2006 SJ35              | 17 de setembre de 2006 | Kitt Peak            | Spacewatch           |
| 266091             | 2006 SP52              | 19 de setembre de 2006 | Catalina             | CSS                  |
| 266092             | 2006 SM53              | 19 de setembre de 2006 | La Sagra             | La Sagra             |
| 266093             | 2006 SB56              | 18 de setembre de 2006 | Kitt Peak            | Spacewatch           |
| 266094             | 2006 SO59              | 16 de setembre de 2006 | Anderson Mesa        | LONEOS               |
| 266095             | 2006 SG60              | 18 de setembre de 2006 | Catalina             | CSS                  |
| 266096             | 2006 ST67              | 2 de setembre de 1998  | Kitt Peak            | Spacewatch           |
| 266097             | 2006 SE75              | 19 de setembre de 2006 | Kitt Peak            | Spacewatch           |
| 266098             | 2006 SK78              | 19 de setembre de 2006 | Charleston           | Charleston           |
| 266099             | 2006 SO93              | 18 de setembre de 2006 | Kitt Peak            | Spacewatch           |
| 266100             | 2006 SG97              | 18 de setembre de 2006 | Kitt Peak            | Spacewatch           |

## 266101-266200
| Nom    | Designació provisional | Data de descobriment   | Lloc de descobriment | Descobridor/s       |
| ------ | ---------------------- | ---------------------- | -------------------- | ------------------- |
| 266101 | 2006 SO126             | 21 de setembre de 2006 | Anderson Mesa        | LONEOS              |
| 266102 | 2006 SK130             | 20 de setembre de 2006 | Anderson Mesa        | LONEOS              |
| 266103 | 2006 SB131             | 24 de setembre de 2006 | Junk Bond            | D. Healy            |
| 266104 | 2006 SP132             | 16 de setembre de 2006 | Catalina             | CSS                 |
| 266105 | 2006 SQ163             | 24 de setembre de 2006 | Kitt Peak            | Spacewatch          |
| 266106 | 2006 SO197             | 25 de setembre de 2006 | Mount Lemmon         | Mt. Lemmon Survey   |
| 266107 | 2006 ST207             | 25 de setembre de 2006 | Kitt Peak            | Spacewatch          |
| 266108 | 2006 SV218             | 26 de setembre de 2006 | Goodricke-Pigott     | R. A. Tucker        |
| 266109 | 2006 ST245             | 26 de setembre de 2006 | Socorro              | LINEAR              |
| 266110 | 2006 SU267             | 26 de setembre de 2006 | Kitt Peak            | Spacewatch          |
| 266111 | 2006 SQ274             | 27 de setembre de 2006 | Mount Lemmon         | Mt. Lemmon Survey   |
| 266112 | 2006 SY274             | 27 de setembre de 2006 | Mount Lemmon         | Mt. Lemmon Survey   |
| 266113 | 2006 SP275             | 27 de setembre de 2006 | Mount Lemmon         | Mt. Lemmon Survey   |
| 266114 | 2006 SB286             | 18 de setembre de 2006 | Catalina             | CSS                 |
| 266115 | 2006 SV303             | 27 de setembre de 2006 | Mount Lemmon         | Mt. Lemmon Survey   |
| 266116 | 2006 SQ310             | 27 de setembre de 2006 | Kitt Peak            | Spacewatch          |
| 266117 | 2006 SK317             | 27 de setembre de 2006 | Kitt Peak            | Spacewatch          |
| 266118 | 2006 SP341             | 28 de setembre de 2006 | Mount Lemmon         | Mt. Lemmon Survey   |
| 266119 | 2006 SO342             | 28 de setembre de 2006 | Kitt Peak            | Spacewatch          |
| 266120 | 2006 SD345             | 28 de setembre de 2006 | Kitt Peak            | Spacewatch          |
| 266121 | 2006 SO353             | 30 de setembre de 2006 | Catalina             | CSS                 |
| 266122 | 2006 ST391             | 18 de setembre de 2006 | Catalina             | CSS                 |
| 266123 | 2006 SY400             | 26 de setembre de 2006 | Catalina             | CSS                 |
| 266124 | 2006 SG413             | 20 de setembre de 2006 | Catalina             | CSS                 |
| 266125 | 2006 TP12              | 10 d'octubre de 2006   | Palomar              | NEAT                |
| 266126 | 2006 TQ16              | 11 d'octubre de 2006   | Kitt Peak            | Spacewatch          |
| 266127 | 2006 TR21              | 11 d'octubre de 2006   | Kitt Peak            | Spacewatch          |
| 266128 | 2006 TB27              | 12 d'octubre de 2006   | Kitt Peak            | Spacewatch          |
| 266129 | 2006 TJ36              | 12 d'octubre de 2006   | Kitt Peak            | Spacewatch          |
| 266130 | 2006 TY37              | 12 d'octubre de 2006   | Kitt Peak            | Spacewatch          |
| 266131 | 2006 TH39              | 12 d'octubre de 2006   | Kitt Peak            | Spacewatch          |
| 266132 | 2006 TT45              | 12 d'octubre de 2006   | Kitt Peak            | Spacewatch          |
| 266133 | 2006 TD49              | 12 d'octubre de 2006   | Palomar              | NEAT                |
| 266134 | 2006 TA58              | 15 d'octubre de 2006   | Catalina             | CSS                 |
| 266135 | 2006 TG63              | 10 d'octubre de 2006   | Palomar              | NEAT                |
| 266136 | 2006 TS63              | 10 d'octubre de 2006   | Palomar              | NEAT                |
| 266137 | 2006 TH66              | 11 d'octubre de 2006   | Palomar              | NEAT                |
| 266138 | 2006 TH71              | 11 d'octubre de 2006   | Palomar              | NEAT                |
| 266139 | 2006 TR80              | 13 d'octubre de 2006   | Kitt Peak            | Spacewatch          |
| 266140 | 2006 TP89              | 13 d'octubre de 2006   | Kitt Peak            | Spacewatch          |
| 266141 | 2006 TF97              | 13 d'octubre de 2006   | Kitt Peak            | Spacewatch          |
| 266142 | 2006 TM97              | 13 d'octubre de 2006   | Kitt Peak            | Spacewatch          |
| 266143 | 2006 TB100             | 15 d'octubre de 2006   | Kitt Peak            | Spacewatch          |
| 266144 | 2006 TX100             | 15 d'octubre de 2006   | Kitt Peak            | Spacewatch          |
| 266145 | 2006 TA123             | 12 d'octubre de 2006   | Kitt Peak            | Spacewatch          |
| 266146 | 2006 UY12              | 17 d'octubre de 2006   | Mount Lemmon         | Mt. Lemmon Survey   |
| 266147 | 2006 UG29              | 16 d'octubre de 2006   | Kitt Peak            | Spacewatch          |
| 266148 | 2006 UT30              | 16 d'octubre de 2006   | Kitt Peak            | Spacewatch          |
| 266149 | 2006 UH32              | 16 d'octubre de 2006   | Kitt Peak            | Spacewatch          |
| 266150 | 2006 UN35              | 16 d'octubre de 2006   | Catalina             | CSS                 |
| 266151 | 2006 UB37              | 16 d'octubre de 2006   | Kitt Peak            | Spacewatch          |
| 266152 | 2006 UG59              | 19 d'octubre de 2006   | Kitt Peak            | Spacewatch          |
| 266153 | 2006 UR67              | 16 d'octubre de 2006   | Catalina             | CSS                 |
| 266154 | 2006 UW67              | 16 d'octubre de 2006   | Catalina             | CSS                 |
| 266155 | 2006 UB68              | 16 d'octubre de 2006   | Catalina             | CSS                 |
| 266156 | 2006 UF80              | 17 d'octubre de 2006   | Mount Lemmon         | Mt. Lemmon Survey   |
| 266157 | 2006 UL90              | 17 d'octubre de 2006   | Kitt Peak            | Spacewatch          |
| 266158 | 2006 UA93              | 18 d'octubre de 2006   | Kitt Peak            | Spacewatch          |
| 266159 | 2006 UZ105             | 18 d'octubre de 2006   | Kitt Peak            | Spacewatch          |
| 266160 | 2006 UV109             | 19 d'octubre de 2006   | Kitt Peak            | Spacewatch          |
| 266161 | 2006 UH112             | 19 d'octubre de 2006   | Kitt Peak            | Spacewatch          |
| 266162 | 2006 UA131             | 19 d'octubre de 2006   | Kitt Peak            | Spacewatch          |
| 266163 | 2006 UM155             | 21 d'octubre de 2006   | Catalina             | CSS                 |
| 266164 | 2006 UD160             | 21 d'octubre de 2006   | Mount Lemmon         | Mt. Lemmon Survey   |
| 266165 | 2006 UO200             | 21 d'octubre de 2006   | Kitt Peak            | Spacewatch          |
| 266166 | 2006 UF217             | 28 d'octubre de 2006   | Mount Lemmon         | Mt. Lemmon Survey   |
| 266167 | 2006 UN219             | 16 d'octubre de 2006   | Kitt Peak            | Spacewatch          |
| 266168 | 2006 UY223             | 19 d'octubre de 2006   | Mount Lemmon         | Mt. Lemmon Survey   |
| 266169 | 2006 UN225             | 19 d'octubre de 2006   | Palomar              | NEAT                |
| 266170 | 2006 UC252             | 27 d'octubre de 2006   | Catalina             | CSS                 |
| 266171 | 2006 UL253             | 27 d'octubre de 2006   | Mount Lemmon         | Mt. Lemmon Survey   |
| 266172 | 2006 UW266             | 27 d'octubre de 2006   | Catalina             | CSS                 |
| 266173 | 2006 UR269             | 27 d'octubre de 2006   | Kitt Peak            | Spacewatch          |
| 266174 | 2006 UF278             | 28 d'octubre de 2006   | Kitt Peak            | Spacewatch          |
| 266175 | 2006 UQ282             | 28 d'octubre de 2006   | Mount Lemmon         | Mt. Lemmon Survey   |
| 266176 | 2006 UA329             | 21 d'octubre de 2006   | Mount Lemmon         | Mt. Lemmon Survey   |
| 266177 | 2006 VT18              | 9 de novembre de 2006  | Kitt Peak            | Spacewatch          |
| 266178 | 2006 VF19              | 9 de novembre de 2006  | Kitt Peak            | Spacewatch          |
| 266179 | 2006 VU35              | 11 de novembre de 2006 | Mount Lemmon         | Mt. Lemmon Survey   |
| 266180 | 2006 VD43              | 13 de novembre de 2006 | Kitt Peak            | Spacewatch          |
| 266181 | 2006 VX46              | 9 de novembre de 2006  | Kitt Peak            | Spacewatch          |
| 266182 | 2006 VA63              | 11 de novembre de 2006 | Kitt Peak            | Spacewatch          |
| 266183 | 2006 VE75              | 11 de novembre de 2006 | Kitt Peak            | Spacewatch          |
| 266184 | 2006 VM86              | 14 de novembre de 2006 | Socorro              | LINEAR              |
| 266185 | 2006 VS100             | 11 de novembre de 2006 | Catalina             | CSS                 |
| 266186 | 2006 VM101             | 11 de novembre de 2006 | Palomar              | NEAT                |
| 266187 | 2006 VL103             | 12 de novembre de 2006 | Lulin                | H.-C. Lin, Q.-z. Ye |
| 266188 | 2006 VX103             | 12 de novembre de 2006 | Lulin                | H.-C. Lin, Q.-z. Ye |
| 266189 | 2006 VG106             | 13 de novembre de 2006 | Catalina             | CSS                 |
| 266190 | 2006 VS106             | 13 de novembre de 2006 | Catalina             | CSS                 |
| 266191 | 2006 VS109             | 13 de novembre de 2006 | Catalina             | CSS                 |
| 266192 | 2006 VC112             | 13 de novembre de 2006 | Palomar              | NEAT                |
| 266193 | 2006 VC130             | 15 de novembre de 2006 | Kitt Peak            | Spacewatch          |
| 266194 | 2006 VW132             | 15 de novembre de 2006 | Kitt Peak            | Spacewatch          |
| 266195 | 2006 VT134             | 15 de novembre de 2006 | Socorro              | LINEAR              |
| 266196 | 2006 VG152             | 9 de novembre de 2006  | Palomar              | NEAT                |
| 266197 | 2006 VX168             | 11 de novembre de 2006 | Kitt Peak            | Spacewatch          |
| 266198 | 2006 VQ170             | 15 de novembre de 2006 | Mount Lemmon         | Mt. Lemmon Survey   |
| 266199 | 2006 WH2               | 17 de novembre de 2006 | Vail-Jarnac          | Jarnac              |
| 266200 | 2006 WK10              | 16 de novembre de 2006 | Kitt Peak            | Spacewatch          |

## 266201-266300
| Nom    | Designació provisional | Data de descobriment   | Lloc de descobriment | Descobridor/s     |
| ------ | ---------------------- | ---------------------- | -------------------- | ----------------- |
| 266201 | 2006 WZ17              | 17 de novembre de 2006 | Mount Lemmon         | Mt. Lemmon Survey |
| 266202 | 2006 WO20              | 17 de novembre de 2006 | Mount Lemmon         | Mt. Lemmon Survey |
| 266203 | 2006 WJ28              | 22 de novembre de 2006 | 7300                 | W. K. Y. Yeung    |
| 266204 | 2006 WS56              | 16 de novembre de 2006 | Kitt Peak            | Spacewatch        |
| 266205 | 2006 WR58              | 17 de novembre de 2006 | Kitt Peak            | Spacewatch        |
| 266206 | 2006 WA68              | 17 de novembre de 2006 | Mount Lemmon         | Mt. Lemmon Survey |
| 266207 | 2006 WY86              | 18 de novembre de 2006 | Socorro              | LINEAR            |
| 266208 | 2006 WW93              | 19 de novembre de 2006 | Kitt Peak            | Spacewatch        |
| 266209 | 2006 WP96              | 19 de novembre de 2006 | Kitt Peak            | Spacewatch        |
| 266210 | 2006 WE103             | 19 de novembre de 2006 | Kitt Peak            | Spacewatch        |
| 266211 | 2006 WL135             | 18 de novembre de 2006 | Mount Lemmon         | Mt. Lemmon Survey |
| 266212 | 2006 WH150             | 20 de novembre de 2006 | Kitt Peak            | Spacewatch        |
| 266213 | 2006 WV153             | 22 de novembre de 2006 | Kitt Peak            | Spacewatch        |
| 266214 | 2006 WV154             | 22 de novembre de 2006 | Kitt Peak            | Spacewatch        |
| 266215 | 2006 WR157             | 22 de novembre de 2006 | Catalina             | CSS               |
| 266216 | 2006 WV171             | 23 de novembre de 2006 | Kitt Peak            | Spacewatch        |
| 266217 | 2006 WS184             | 27 de novembre de 2006 | Mount Lemmon         | Mt. Lemmon Survey |
| 266218 | 2006 WD189             | 24 de novembre de 2006 | Mount Lemmon         | Mt. Lemmon Survey |
| 266219 | 2006 WP195             | 30 de novembre de 2006 | Kitt Peak            | Spacewatch        |
| 266220 | 2006 WU198             | 20 de novembre de 2006 | Kitt Peak            | Spacewatch        |
| 266221 | 2006 WA200             | 16 de novembre de 2006 | Kitt Peak            | Spacewatch        |
| 266222 | 2006 WD200             | 17 de novembre de 2006 | Kitt Peak            | Spacewatch        |
| 266223 | 2006 WJ200             | 19 de novembre de 2006 | Kitt Peak            | Spacewatch        |
| 266224 | 2006 WS202             | 21 de novembre de 2006 | Mount Lemmon         | Mt. Lemmon Survey |
| 266225 | 2006 WW202             | 27 de novembre de 2006 | Mount Lemmon         | Mt. Lemmon Survey |
| 266226 | 2006 WF205             | 19 de novembre de 2006 | Kitt Peak            | Spacewatch        |
| 266227 | 2006 XR                | 9 de desembre de 2006  | Pla D'Arguines       | R. Ferrando       |
| 266228 | 2006 XU4               | 13 de desembre de 2006 | 7300                 | W. K. Y. Yeung    |
| 266229 | 2006 XC8               | 9 de desembre de 2006  | Palomar              | NEAT              |
| 266230 | 2006 XM12              | 10 de desembre de 2006 | Kitt Peak            | Spacewatch        |
| 266231 | 2006 XK15              | 10 de desembre de 2006 | Kitt Peak            | Spacewatch        |
| 266232 | 2006 XO17              | 10 de desembre de 2006 | Kitt Peak            | Spacewatch        |
| 266233 | 2006 XQ19              | 11 de desembre de 2006 | Kitt Peak            | Spacewatch        |
| 266234 | 2006 XJ22              | 12 de desembre de 2006 | Kitt Peak            | Spacewatch        |
| 266235 | 2006 XB23              | 12 de desembre de 2006 | Kitt Peak            | Spacewatch        |
| 266236 | 2006 XY24              | 12 de desembre de 2006 | Mount Lemmon         | Mt. Lemmon Survey |
| 266237 | 2006 XK37              | 11 de desembre de 2006 | Kitt Peak            | Spacewatch        |
| 266238 | 2006 XZ39              | 12 de desembre de 2006 | Kitt Peak            | Spacewatch        |
| 266239 | 2006 XT40              | 12 de desembre de 2006 | Kitt Peak            | Spacewatch        |
| 266240 | 2006 XY46              | 13 de desembre de 2006 | Catalina             | CSS               |
| 266241 | 2006 XD51              | 13 de desembre de 2006 | Kitt Peak            | Spacewatch        |
| 266242 | 2006 XT52              | 14 de desembre de 2006 | Socorro              | LINEAR            |
| 266243 | 2006 XB57              | 13 de desembre de 2006 | Catalina             | CSS               |
| 266244 | 2006 XX60              | 15 de desembre de 2006 | Palomar              | NEAT              |
| 266245 | 2006 XV63              | 9 de desembre de 2006  | Kitt Peak            | Spacewatch        |
| 266246 | 2006 XH70              | 13 de desembre de 2006 | Kitt Peak            | Spacewatch        |
| 266247 | 2006 XX70              | 13 de desembre de 2006 | Mount Lemmon         | Mt. Lemmon Survey |
| 266248 | 2006 XN73              | 15 de desembre de 2006 | Mount Lemmon         | Mt. Lemmon Survey |
| 266249 | 2006 YM1               | 16 de desembre de 2006 | Kitt Peak            | Spacewatch        |
| 266250 | 2006 YO1               | 16 de desembre de 2006 | Mount Lemmon         | Mt. Lemmon Survey |
| 266251 | 2006 YE2               | 17 de desembre de 2006 | 7300                 | W. K. Y. Yeung    |
| 266252 | 2006 YE3               | 16 de desembre de 2006 | Kitt Peak            | Spacewatch        |
| 266253 | 2006 YB4               | 16 de desembre de 2006 | Kitt Peak            | Spacewatch        |
| 266254 | 2006 YZ8               | 20 de desembre de 2006 | Mount Lemmon         | Mt. Lemmon Survey |
| 266255 | 2006 YB9               | 20 de desembre de 2006 | Mount Lemmon         | Mt. Lemmon Survey |
| 266256 | 2006 YO16              | 21 de desembre de 2006 | Mount Lemmon         | Mt. Lemmon Survey |
| 266257 | 2006 YA19              | 24 de desembre de 2006 | Catalina             | CSS               |
| 266258 | 2006 YD19              | 24 de desembre de 2006 | Kitt Peak            | Spacewatch        |
| 266259 | 2006 YK36              | 21 de desembre de 2006 | Kitt Peak            | Spacewatch        |
| 266260 | 2006 YM36              | 21 de desembre de 2006 | Kitt Peak            | Spacewatch        |
| 266261 | 2006 YD37              | 21 de desembre de 2006 | Kitt Peak            | Spacewatch        |
| 266262 | 2006 YY41              | 11 d'agost de 2001     | Palomar              | NEAT              |
| 266263 | 2006 YG43              | 24 de desembre de 2006 | Kitt Peak            | Spacewatch        |
| 266264 | 2006 YC47              | 22 de desembre de 2006 | Socorro              | LINEAR            |
| 266265 | 2007 AY3               | 8 de gener de 2007     | Catalina             | CSS               |
| 266266 | 2007 AL6               | 8 de gener de 2007     | Mount Lemmon         | Mt. Lemmon Survey |
| 266267 | 2007 AX9               | 8 de gener de 2007     | Mount Lemmon         | Mt. Lemmon Survey |
| 266268 | 2007 AE11              | 10 de gener de 2007    | Mount Lemmon         | Mt. Lemmon Survey |
| 266269 | 2007 AM14              | 9 de gener de 2007     | Mount Lemmon         | Mt. Lemmon Survey |
| 266270 | 2007 AZ15              | 10 de gener de 2007    | Mount Lemmon         | Mt. Lemmon Survey |
| 266271 | 2007 AE16              | 10 de gener de 2007    | Kitt Peak            | Spacewatch        |
| 266272 | 2007 AN16              | 10 de gener de 2007    | Mount Lemmon         | Mt. Lemmon Survey |
| 266273 | 2007 AX16              | 15 de gener de 2007    | Catalina             | CSS               |
| 266274 | 2007 AH20              | 10 de gener de 2007    | Socorro              | LINEAR            |
| 266275 | 2007 AS22              | 10 de gener de 2007    | Catalina             | CSS               |
| 266276 | 2007 AX23              | 10 de gener de 2007    | Mount Lemmon         | Mt. Lemmon Survey |
| 266277 | 2007 AG24              | 10 de gener de 2007    | Mount Lemmon         | Mt. Lemmon Survey |
| 266278 | 2007 BO2               | 17 de gener de 2007    | Kitt Peak            | Spacewatch        |
| 266279 | 2007 BD4               | 16 de gener de 2007    | Socorro              | LINEAR            |
| 266280 | 2007 BE4               | 16 de gener de 2007    | Socorro              | LINEAR            |
| 266281 | 2007 BK6               | 17 de gener de 2007    | Palomar              | NEAT              |
| 266282 | 2007 BA7               | 18 de gener de 2007    | Palomar              | NEAT              |
| 266283 | 2007 BK11              | 17 de gener de 2007    | Palomar              | NEAT              |
| 266284 | 2007 BO14              | 17 de gener de 2007    | Kitt Peak            | Spacewatch        |
| 266285 | 2007 BW14              | 17 de gener de 2007    | Kitt Peak            | Spacewatch        |
| 266286 | 2007 BQ19              | 21 de gener de 2007    | Altschwendt          | W. Ries           |
| 266287 | 2007 BU29              | 24 de gener de 2007    | Socorro              | LINEAR            |
| 266288 | 2007 BM31              | 26 de gener de 2007    | Calvin-Rehoboth      | L. A. Molnar      |
| 266289 | 2007 BQ31              | 21 de gener de 2007    | Socorro              | LINEAR            |
| 266290 | 2007 BL36              | 24 de gener de 2007    | Socorro              | LINEAR            |
| 266291 | 2007 BF42              | 24 de gener de 2007    | Catalina             | CSS               |
| 266292 | 2007 BV43              | 24 de gener de 2007    | Catalina             | CSS               |
| 266293 | 2007 BB44              | 24 de gener de 2007    | Catalina             | CSS               |
| 266294 | 2007 BW45              | 26 de gener de 2007    | Anderson Mesa        | LONEOS            |
| 266295 | 2007 BR47              | 26 de gener de 2007    | Kitt Peak            | Spacewatch        |
| 266296 | 2007 BZ52              | 24 de gener de 2007    | Kitt Peak            | Spacewatch        |
| 266297 | 2007 BN70              | 27 de gener de 2007    | Mount Lemmon         | Mt. Lemmon Survey |
| 266298 | 2007 BB75              | 27 de gener de 2007    | Kitt Peak            | Spacewatch        |
| 266299 | 2007 BK78              | 24 de gener de 2007    | Catalina             | CSS               |
| 266300 | 2007 BN90              | 19 de gener de 2007    | Mauna Kea            | Mauna Kea         |

## 266301-266400
| Nom    | Designació provisional | Data de descobriment | Lloc de descobriment | Descobridor/s     |
| ------ | ---------------------- | -------------------- | -------------------- | ----------------- |
| 266301 | 2007 BT101             | 16 de gener de 2007  | Catalina             | CSS               |
| 266302 | 2007 CG                | 6 de febrer de 2007  | Mount Lemmon         | Mt. Lemmon Survey |
| 266303 | 2007 CK5               | 7 de febrer de 2007  | Kitt Peak            | Spacewatch        |
| 266304 | 2007 CO8               | 6 de febrer de 2007  | Kitt Peak            | Spacewatch        |
| 266305 | 2007 CW11              | 6 de febrer de 2007  | Palomar              | NEAT              |
| 266306 | 2007 CD12              | 6 de febrer de 2007  | Mount Lemmon         | Mt. Lemmon Survey |
| 266307 | 2007 CS14              | 7 de febrer de 2007  | Mount Lemmon         | Mt. Lemmon Survey |
| 266308 | 2007 CR19              | 6 de febrer de 2007  | Kitt Peak            | Spacewatch        |
| 266309 | 2007 CO20              | 6 de febrer de 2007  | Mount Lemmon         | Mt. Lemmon Survey |
| 266310 | 2007 CO29              | 6 de febrer de 2007  | Mount Lemmon         | Mt. Lemmon Survey |
| 266311 | 2007 CK31              | 6 de febrer de 2007  | Mount Lemmon         | Mt. Lemmon Survey |
| 266312 | 2007 CY37              | 6 de febrer de 2007  | Kitt Peak            | Spacewatch        |
| 266313 | 2007 CU40              | 7 de febrer de 2007  | Kitt Peak            | Spacewatch        |
| 266314 | 2007 CO45              | 8 de febrer de 2007  | Palomar              | NEAT              |
| 266315 | 2007 CQ50              | 9 de febrer de 2007  | Kitt Peak            | Spacewatch        |
| 266316 | 2007 CT52              | 10 de febrer de 2007 | Catalina             | CSS               |
| 266317 | 2007 CQ56              | 15 de febrer de 2007 | Catalina             | CSS               |
| 266318 | 2007 CS56              | 15 de febrer de 2007 | Catalina             | CSS               |
| 266319 | 2007 CV64              | 7 de febrer de 2007  | Mount Lemmon         | Mt. Lemmon Survey |
| 266320 | 2007 CD65              | 7 de febrer de 2007  | Kitt Peak            | Spacewatch        |
| 266321 | 2007 CL65              | 7 de febrer de 2007  | Mount Lemmon         | Mt. Lemmon Survey |
| 266322 | 2007 CU65              | 6 de febrer de 2007  | Kitt Peak            | Spacewatch        |
| 266323 | 2007 DL2               | 16 de febrer de 2007 | Mount Lemmon         | Mt. Lemmon Survey |
| 266324 | 2007 DT2               | 16 de febrer de 2007 | Catalina             | CSS               |
| 266325 | 2007 DF6               | 17 de febrer de 2007 | Kitt Peak            | Spacewatch        |
| 266326 | 2007 DV9               | 17 de febrer de 2007 | Kitt Peak            | Spacewatch        |
| 266327 | 2007 DN17              | 17 de febrer de 2007 | Kitt Peak            | Spacewatch        |
| 266328 | 2007 DC19              | 17 de febrer de 2007 | Kitt Peak            | Spacewatch        |
| 266329 | 2007 DB24              | 17 de febrer de 2007 | Kitt Peak            | Spacewatch        |
| 266330 | 2007 DH24              | 17 de febrer de 2007 | Kitt Peak            | Spacewatch        |
| 266331 | 2007 DP25              | 17 de febrer de 2007 | Kitt Peak            | Spacewatch        |
| 266332 | 2007 DG38              | 17 de febrer de 2007 | Kitt Peak            | Spacewatch        |
| 266333 | 2007 DJ42              | 16 de febrer de 2007 | Palomar              | NEAT              |
| 266334 | 2007 DB47              | 21 de febrer de 2007 | Socorro              | LINEAR            |
| 266335 | 2007 DF59              | 22 de febrer de 2007 | Kitt Peak            | Spacewatch        |
| 266336 | 2007 DT59              | 22 de febrer de 2007 | Anderson Mesa        | LONEOS            |
| 266337 | 2007 DD60              | 23 de febrer de 2007 | Mount Lemmon         | Mt. Lemmon Survey |
| 266338 | 2007 DO70              | 21 de febrer de 2007 | Kitt Peak            | Spacewatch        |
| 266339 | 2007 DW74              | 21 de febrer de 2007 | Kitt Peak            | Spacewatch        |
| 266340 | 2007 DW77              | 23 de febrer de 2007 | Kitt Peak            | Spacewatch        |
| 266341 | 2007 DK80              | 23 de febrer de 2007 | Mount Lemmon         | Mt. Lemmon Survey |
| 266342 | 2007 DO86              | 23 de febrer de 2007 | Mount Lemmon         | Mt. Lemmon Survey |
| 266343 | 2007 DT89              | 23 de febrer de 2007 | Mount Lemmon         | Mt. Lemmon Survey |
| 266344 | 2007 DE90              | 23 de febrer de 2007 | Kitt Peak            | Spacewatch        |
| 266345 | 2007 DU93              | 23 de febrer de 2007 | Kitt Peak            | Spacewatch        |
| 266346 | 2007 DE95              | 23 de febrer de 2007 | Kitt Peak            | Spacewatch        |
| 266347 | 2007 DK101             | 26 de febrer de 2007 | Mount Lemmon         | Mt. Lemmon Survey |
| 266348 | 2007 DC102             | 24 de febrer de 2007 | Nyukasa              | Nyukasa           |
| 266349 | 2007 DA103             | 17 de febrer de 2007 | Palomar              | NEAT              |
| 266350 | 2007 DN105             | 16 de febrer de 2007 | Catalina             | CSS               |
| 266351 | 2007 DU105             | 17 de febrer de 2007 | Kitt Peak            | Spacewatch        |
| 266352 | 2007 DG109             | 21 de febrer de 2007 | Mount Lemmon         | Mt. Lemmon Survey |
| 266353 | 2007 DV112             | 16 de febrer de 2007 | Catalina             | CSS               |
| 266354 | 2007 DT114             | 27 de febrer de 2007 | Kitt Peak            | Spacewatch        |
| 266355 | 2007 DK116             | 26 de febrer de 2007 | Mount Lemmon         | Mt. Lemmon Survey |
| 266356 | 2007 EQ3               | 9 de març de 2007    | Catalina             | CSS               |
| 266357 | 2007 EY9               | 10 de març de 2007   | Marly                | P. Kocher         |
| 266358 | 2007 ED25              | 10 de març de 2007   | Mount Lemmon         | Mt. Lemmon Survey |
| 266359 | 2007 EU34              | 10 de març de 2007   | Palomar              | NEAT              |
| 266360 | 2007 EH35              | 11 de març de 2007   | Kitt Peak            | Spacewatch        |
| 266361 | 2007 EE42              | 9 de març de 2007    | Kitt Peak            | Spacewatch        |
| 266362 | 2007 EW48              | 9 de març de 2007    | Kitt Peak            | Spacewatch        |
| 266363 | 2007 ED49              | 9 de març de 2007    | Kitt Peak            | Spacewatch        |
| 266364 | 2007 ET52              | 11 de març de 2007   | Mount Lemmon         | Mt. Lemmon Survey |
| 266365 | 2007 ER56              | 12 de març de 2007   | Mount Lemmon         | Mt. Lemmon Survey |
| 266366 | 2007 EO62              | 10 de març de 2007   | Kitt Peak            | Spacewatch        |
| 266367 | 2007 EM64              | 10 de març de 2007   | Mount Lemmon         | Mt. Lemmon Survey |
| 266368 | 2007 EE66              | 10 de març de 2007   | Kitt Peak            | Spacewatch        |
| 266369 | 2007 EY77              | 10 de març de 2007   | Mount Lemmon         | Mt. Lemmon Survey |
| 266370 | 2007 EE78              | 10 de març de 2007   | Mount Lemmon         | Mt. Lemmon Survey |
| 266371 | 2007 EP78              | 10 de març de 2007   | Mount Lemmon         | Mt. Lemmon Survey |
| 266372 | 2007 EM80              | 11 de març de 2007   | Kitt Peak            | Spacewatch        |
| 266373 | 2007 EG83              | 12 de març de 2007   | Kitt Peak            | Spacewatch        |
| 266374 | 2007 EJ97              | 10 de març de 2007   | Palomar              | NEAT              |
| 266375 | 2007 EN99              | 11 de març de 2007   | Kitt Peak            | Spacewatch        |
| 266376 | 2007 EP100             | 11 de març de 2007   | Catalina             | CSS               |
| 266377 | 2007 ED105             | 11 de març de 2007   | Mount Lemmon         | Mt. Lemmon Survey |
| 266378 | 2007 ET111             | 11 de març de 2007   | Kitt Peak            | Spacewatch        |
| 266379 | 2007 EZ111             | 11 de març de 2007   | Kitt Peak            | Spacewatch        |
| 266380 | 2007 ED113             | 12 de març de 2007   | Kitt Peak            | Spacewatch        |
| 266381 | 2007 EF115             | 13 de març de 2007   | Mount Lemmon         | Mt. Lemmon Survey |
| 266382 | 2007 EN115             | 13 de març de 2007   | Mount Lemmon         | Mt. Lemmon Survey |
| 266383 | 2007 EE120             | 13 de març de 2007   | Mount Lemmon         | Mt. Lemmon Survey |
| 266384 | 2007 EV122             | 14 de març de 2007   | Mount Lemmon         | Mt. Lemmon Survey |
| 266385 | 2007 ET124             | 14 de març de 2007   | Catalina             | CSS               |
| 266386 | 2007 EK128             | 9 de març de 2007    | Mount Lemmon         | Mt. Lemmon Survey |
| 266387 | 2007 EN131             | 9 de març de 2007    | Mount Lemmon         | Mt. Lemmon Survey |
| 266388 | 2007 ET131             | 9 de març de 2007    | Mount Lemmon         | Mt. Lemmon Survey |
| 266389 | 2007 EH135             | 10 de març de 2007   | Mount Lemmon         | Mt. Lemmon Survey |
| 266390 | 2007 EG139             | 12 de març de 2007   | Kitt Peak            | Spacewatch        |
| 266391 | 2007 ET139             | 12 de març de 2007   | Kitt Peak            | Spacewatch        |
| 266392 | 2007 EK145             | 12 de març de 2007   | Mount Lemmon         | Mt. Lemmon Survey |
| 266393 | 2007 EN150             | 12 de març de 2007   | Mount Lemmon         | Mt. Lemmon Survey |
| 266394 | 2007 ED155             | 12 de març de 2007   | Kitt Peak            | Spacewatch        |
| 266395 | 2007 EL168             | 13 de març de 2007   | Kitt Peak            | Spacewatch        |
| 266396 | 2007 EL170             | 15 de març de 2007   | Kitt Peak            | Spacewatch        |
| 266397 | 2007 EE171             | 11 de març de 2007   | Calvin-Rehoboth      | Calvin College    |
| 266398 | 2007 EC183             | 12 de març de 2007   | Mount Lemmon         | Mt. Lemmon Survey |
| 266399 | 2007 EA187             | 15 de març de 2007   | Mount Lemmon         | Mt. Lemmon Survey |
| 266400 | 2007 EW187             | 15 de març de 2007   | Catalina             | CSS               |

## 266401-266500
| Nom    | Designació provisional | Data de descobriment   | Lloc de descobriment | Descobridor/s          |
| ------ | ---------------------- | ---------------------- | -------------------- | ---------------------- |
| 266401 | 2007 EO200             | 14 de març de 2007     | Mount Lemmon         | Mt. Lemmon Survey      |
| 266402 | 2007 EF205             | 11 de març de 2007     | Kitt Peak            | Spacewatch             |
| 266403 | 2007 EK211             | 8 de març de 2007      | Palomar              | NEAT                   |
| 266404 | 2007 EG219             | 13 de març de 2007     | Kitt Peak            | Spacewatch             |
| 266405 | 2007 EB223             | 10 de març de 2007     | Palomar              | NEAT                   |
| 266406 | 2007 FQ2               | 16 de març de 2007     | Catalina             | CSS                    |
| 266407 | 2007 FZ10              | 16 de març de 2007     | Kitt Peak            | Spacewatch             |
| 266408 | 2007 FR16              | 20 de març de 2007     | Mount Lemmon         | Mt. Lemmon Survey      |
| 266409 | 2007 FE17              | 20 de març de 2007     | Mount Lemmon         | Mt. Lemmon Survey      |
| 266410 | 2007 FO25              | 20 de març de 2007     | Kitt Peak            | Spacewatch             |
| 266411 | 2007 FP27              | 20 de març de 2007     | Mount Lemmon         | Mt. Lemmon Survey      |
| 266412 | 2007 FB29              | 20 de març de 2007     | Mount Lemmon         | Mt. Lemmon Survey      |
| 266413 | 2007 FJ31              | 20 de març de 2007     | Mount Lemmon         | Mt. Lemmon Survey      |
| 266414 | 2007 FG38              | 27 de març de 2007     | Siding Spring        | Siding Spring Survey   |
| 266415 | 2007 FV38              | 27 de març de 2007     | Siding Spring        | Siding Spring Survey   |
| 266416 | 2007 FE39              | 30 de març de 2007     | Palomar              | NEAT                   |
| 266417 | 2007 FX43              | 16 de març de 2007     | Mount Lemmon         | Mt. Lemmon Survey      |
| 266418 | 2007 GM3               | 8 d'abril de 2007      | Palomar              | NEAT                   |
| 266419 | 2007 GH4               | 9 d'abril de 2007      | Bergisch Gladbac     | W. Bickel              |
| 266420 | 2007 GL10              | 11 d'abril de 2007     | Kitt Peak            | Spacewatch             |
| 266421 | 2007 GG17              | 11 d'abril de 2007     | Kitt Peak            | Spacewatch             |
| 266422 | 2007 GH18              | 11 d'abril de 2007     | Catalina             | CSS                    |
| 266423 | 2007 GG23              | 11 d'abril de 2007     | Mount Lemmon         | Mt. Lemmon Survey      |
| 266424 | 2007 GR34              | 14 d'abril de 2007     | Kitt Peak            | Spacewatch             |
| 266425 | 2007 GS43              | 14 d'abril de 2007     | Mount Lemmon         | Mt. Lemmon Survey      |
| 266426 | 2007 GT44              | 14 d'abril de 2007     | Kitt Peak            | Spacewatch             |
| 266427 | 2007 GM51              | 11 d'abril de 2007     | Catalina             | CSS                    |
| 266428 | 2007 GM52              | 14 d'abril de 2007     | Kitt Peak            | Spacewatch             |
| 266429 | 2007 GQ58              | 15 d'abril de 2007     | Mount Lemmon         | Mt. Lemmon Survey      |
| 266430 | 2007 GK59              | 15 d'abril de 2007     | Kitt Peak            | Spacewatch             |
| 266431 | 2007 GX66              | 15 d'abril de 2007     | Kitt Peak            | Spacewatch             |
| 266432 | 2007 GZ68              | 15 d'abril de 2007     | Mount Lemmon         | Mt. Lemmon Survey      |
| 266433 | 2007 GM75              | 15 d'abril de 2007     | Catalina             | CSS                    |
| 266434 | 2007 GN77              | 15 d'abril de 2007     | Kitt Peak            | Spacewatch             |
| 266435 | 2007 HF6               | 16 d'abril de 2007     | Catalina             | CSS                    |
| 266436 | 2007 HY6               | 16 d'abril de 2007     | Anderson Mesa        | LONEOS                 |
| 266437 | 2007 HG7               | 16 d'abril de 2007     | Catalina             | CSS                    |
| 266438 | 2007 HZ23              | 18 d'abril de 2007     | Kitt Peak            | Spacewatch             |
| 266439 | 2007 HY26              | 18 d'abril de 2007     | Kitt Peak            | Spacewatch             |
| 266440 | 2007 HK36              | 19 d'abril de 2007     | Kitt Peak            | Spacewatch             |
| 266441 | 2007 HM49              | 20 d'abril de 2007     | Kitt Peak            | Spacewatch             |
| 266442 | 2007 HC65              | 22 d'abril de 2007     | Mount Lemmon         | Mt. Lemmon Survey      |
| 266443 | 2007 HK70              | 19 d'abril de 2007     | Mount Lemmon         | Mt. Lemmon Survey      |
| 266444 | 2007 HP81              | 25 d'abril de 2007     | Mount Lemmon         | Mt. Lemmon Survey      |
| 266445 | 2007 HR82              | 21 d'abril de 2007     | Lulin                | LUSS                   |
| 266446 | 2007 HR86              | 24 d'abril de 2007     | Kitt Peak            | Spacewatch             |
| 266447 | 2007 HU94              | 26 d'abril de 2007     | Mount Lemmon         | Mt. Lemmon Survey      |
| 266448 | 2007 HV94              | 23 d'abril de 2007     | Mount Lemmon         | Mt. Lemmon Survey      |
| 266449 | 2007 JE                | 7 de maig de 2007      | Kitt Peak            | Spacewatch             |
| 266450 | 2007 JH2               | 7 de maig de 2007      | Mount Lemmon         | Mt. Lemmon Survey      |
| 266451 | 2007 JK14              | 10 de maig de 2007     | Kitt Peak            | Spacewatch             |
| 266452 | 2007 JT26              | 9 de maig de 2007      | Kitt Peak            | Spacewatch             |
| 266453 | 2007 JR30              | 11 de maig de 2007     | Catalina             | CSS                    |
| 266454 | 2007 JQ33              | 12 de maig de 2007     | Mount Lemmon         | Mt. Lemmon Survey      |
| 266455 | 2007 JH42              | 9 de maig de 2007      | Mount Lemmon         | Mt. Lemmon Survey      |
| 266456 | 2007 KS2               | 21 de maig de 2007     | Tiki                 | S. F. Hoenig, N. Teamo |
| 266457 | 2007 LB                | 5 de juny de 2007      | Catalina             | CSS                    |
| 266458 | 2007 LN2               | 8 de juny de 2007      | Kitt Peak            | Spacewatch             |
| 266459 | 2007 LA13              | 9 de juny de 2007      | Kitt Peak            | Spacewatch             |
| 266460 | 2007 LS18              | 8 de juny de 2007      | Kitt Peak            | Spacewatch             |
| 266461 | 2007 LV20              | 11 de juny de 2007     | Kitt Peak            | Spacewatch             |
| 266462 | 2007 LO24              | 14 de juny de 2007     | Kitt Peak            | Spacewatch             |
| 266463 | 2007 LD36              | 10 de juny de 2007     | Kitt Peak            | Spacewatch             |
| 266464 | 2007 LP36              | 10 de juny de 2007     | Kitt Peak            | Spacewatch             |
| 266465 | 2007 OH                | 16 de juliol de 2007   | La Sagra             | La Sagra               |
| 266466 | 2007 PZ17              | 9 d'agost de 2007      | Socorro              | LINEAR                 |
| 266467 | 2007 RN12              | 11 de setembre de 2007 | Siding Spring        | Siding Spring Survey   |
| 266468 | 2007 RY145             | 14 de setembre de 2007 | Socorro              | LINEAR                 |
| 266469 | 2007 VQ9               | 3 de novembre de 2007  | Kitt Peak            | Spacewatch             |
| 266470 | 2007 VJ326             | 3 de novembre de 2007  | Mount Lemmon         | Mt. Lemmon Survey      |
| 266471 | 2007 YB1               | 16 de desembre de 2007 | La Sagra             | La Sagra               |
| 266472 | 2008 AT62              | 11 de gener de 2008    | Mount Lemmon         | Mt. Lemmon Survey      |
| 266473 | 2008 AT90              | 13 de gener de 2008    | Kitt Peak            | Spacewatch             |
| 266474 | 2008 AH107             | 15 de gener de 2008    | Kitt Peak            | Spacewatch             |
| 266475 | 2008 AE113             | 1 de gener de 2008     | Catalina             | CSS                    |
| 266476 | 2008 BS22              | 31 de gener de 2008    | Mount Lemmon         | Mt. Lemmon Survey      |
| 266477 | 2008 CX4               | 3 de febrer de 2008    | Socorro              | LINEAR                 |
| 266478 | 2008 CA41              | 2 de febrer de 2008    | Kitt Peak            | Spacewatch             |
| 266479 | 2008 CM41              | 2 de febrer de 2008    | Kitt Peak            | Spacewatch             |
| 266480 | 2008 CS44              | 2 de febrer de 2008    | Kitt Peak            | Spacewatch             |
| 266481 | 2008 CB54              | 7 de febrer de 2008    | Catalina             | CSS                    |
| 266482 | 2008 CV59              | 7 de febrer de 2008    | Kitt Peak            | Spacewatch             |
| 266483 | 2008 CM91              | 8 de febrer de 2008    | Kitt Peak            | Spacewatch             |
| 266484 | 2008 CP100             | 9 de febrer de 2008    | Kitt Peak            | Spacewatch             |
| 266485 | 2008 CH149             | 9 de febrer de 2008    | Kitt Peak            | Spacewatch             |
| 266486 | 2008 CC166             | 10 de febrer de 2008   | Mount Lemmon         | Mt. Lemmon Survey      |
| 266487 | 2008 CE176             | 6 de febrer de 2008    | Socorro              | LINEAR                 |
| 266488 | 2008 CF201             | 13 de febrer de 2008   | Mount Lemmon         | Mt. Lemmon Survey      |
| 266489 | 2008 CU211             | 6 de febrer de 2008    | Catalina             | CSS                    |
| 266490 | 2008 DF15              | 26 de febrer de 2008   | Mount Lemmon         | Mt. Lemmon Survey      |
| 266491 | 2008 DL19              | 27 de febrer de 2008   | Kitt Peak            | Spacewatch             |
| 266492 | 2008 DY20              | 28 de febrer de 2008   | Kitt Peak            | Spacewatch             |
| 266493 | 2008 DG44              | 28 de febrer de 2008   | Kitt Peak            | Spacewatch             |
| 266494 | 2008 DY47              | 28 de febrer de 2008   | Mount Lemmon         | Mt. Lemmon Survey      |
| 266495 | 2008 DC55              | 26 de febrer de 2008   | Kitt Peak            | Spacewatch             |
| 266496 | 2008 DU67              | 29 de febrer de 2008   | Kitt Peak            | Spacewatch             |
| 266497 | 2008 DO83              | 28 de febrer de 2008   | Mount Lemmon         | Mt. Lemmon Survey      |
| 266498 | 2008 DF84              | 18 de febrer de 2008   | Mount Lemmon         | Mt. Lemmon Survey      |
| 266499 | 2008 DS85              | 28 de febrer de 2008   | Kitt Peak            | Spacewatch             |
| 266500 | 2008 EH3               | 28 de setembre de 2003 | Anderson Mesa        | LONEOS                 |

## 266501-266600
| Nom    | Designació provisional | Data de descobriment | Lloc de descobriment | Descobridor/s        |
| ------ | ---------------------- | -------------------- | -------------------- | -------------------- |
| 266501 | 2008 EN11              | 1 de març de 2008    | Kitt Peak            | Spacewatch           |
| 266502 | 2008 ET15              | 1 de març de 2008    | Kitt Peak            | Spacewatch           |
| 266503 | 2008 ED18              | 1 de març de 2008    | Kitt Peak            | Spacewatch           |
| 266504 | 2008 EX20              | 2 de març de 2008    | Kitt Peak            | Spacewatch           |
| 266505 | 2008 EL40              | 4 de març de 2008    | Kitt Peak            | Spacewatch           |
| 266506 | 2008 EF41              | 4 de març de 2008    | Kitt Peak            | Spacewatch           |
| 266507 | 2008 EF42              | 4 de març de 2008    | Kitt Peak            | Spacewatch           |
| 266508 | 2008 EQ44              | 5 de març de 2008    | Kitt Peak            | Spacewatch           |
| 266509 | 2008 EM54              | 6 de març de 2008    | Kitt Peak            | Spacewatch           |
| 266510 | 2008 EU54              | 6 de març de 2008    | Kitt Peak            | Spacewatch           |
| 266511 | 2008 EO64              | 9 de març de 2008    | Mount Lemmon         | Mt. Lemmon Survey    |
| 266512 | 2008 EW72              | 6 de març de 2008    | Mount Lemmon         | Mt. Lemmon Survey    |
| 266513 | 2008 EG75              | 7 de març de 2008    | Kitt Peak            | Spacewatch           |
| 266514 | 2008 EA77              | 7 de març de 2008    | Kitt Peak            | Spacewatch           |
| 266515 | 2008 ED120             | 9 de març de 2008    | Kitt Peak            | Spacewatch           |
| 266516 | 2008 EU137             | 11 de març de 2008   | Kitt Peak            | Spacewatch           |
| 266517 | 2008 EM140             | 12 de març de 2008   | Kitt Peak            | Spacewatch           |
| 266518 | 2008 EP148             | 2 de març de 2008    | Kitt Peak            | Spacewatch           |
| 266519 | 2008 EC151             | 10 de març de 2008   | Kitt Peak            | Spacewatch           |
| 266520 | 2008 ET152             | 11 de març de 2008   | Kitt Peak            | Spacewatch           |
| 266521 | 2008 ER165             | 9 d'agost de 2004    | Siding Spring        | Siding Spring Survey |
| 266522 | 2008 EJ166             | 5 de març de 2008    | Mount Lemmon         | Mt. Lemmon Survey    |
| 266523 | 2008 ER167             | 9 de març de 2008    | Socorro              | LINEAR               |
| 266524 | 2008 FX3               | 25 de març de 2008   | Kitt Peak            | Spacewatch           |
| 266525 | 2008 FN15              | 26 de març de 2008   | Kitt Peak            | Spacewatch           |
| 266526 | 2008 FX20              | 27 de març de 2008   | Kitt Peak            | Spacewatch           |
| 266527 | 2008 FE26              | 27 de març de 2008   | Mount Lemmon         | Mt. Lemmon Survey    |
| 266528 | 2008 FQ26              | 27 de març de 2008   | Kitt Peak            | Spacewatch           |
| 266529 | 2008 FF27              | 27 de març de 2008   | Kitt Peak            | Spacewatch           |
| 266530 | 2008 FE30              | 28 de març de 2008   | Kitt Peak            | Spacewatch           |
| 266531 | 2008 FT44              | 28 de març de 2008   | Mount Lemmon         | Mt. Lemmon Survey    |
| 266532 | 2008 FZ53              | 28 de març de 2008   | Mount Lemmon         | Mt. Lemmon Survey    |
| 266533 | 2008 FP57              | 28 de març de 2008   | Kitt Peak            | Spacewatch           |
| 266534 | 2008 FR57              | 28 de març de 2008   | Mount Lemmon         | Mt. Lemmon Survey    |
| 266535 | 2008 FV64              | 28 de març de 2008   | Kitt Peak            | Spacewatch           |
| 266536 | 2008 FN68              | 28 de març de 2008   | Mount Lemmon         | Mt. Lemmon Survey    |
| 266537 | 2008 FP84              | 28 de març de 2008   | Mount Lemmon         | Mt. Lemmon Survey    |
| 266538 | 2008 FY95              | 29 de març de 2008   | Catalina             | CSS                  |
| 266539 | 2008 FG96              | 29 de març de 2008   | Mount Lemmon         | Mt. Lemmon Survey    |
| 266540 | 2008 FS100             | 30 de març de 2008   | Kitt Peak            | Spacewatch           |
| 266541 | 2008 FA106             | 31 de març de 2008   | Kitt Peak            | Spacewatch           |
| 266542 | 2008 FT106             | 31 de març de 2008   | Kitt Peak            | Spacewatch           |
| 266543 | 2008 FZ112             | 31 de març de 2008   | Kitt Peak            | Spacewatch           |
| 266544 | 2008 FV118             | 31 de març de 2008   | Mount Lemmon         | Mt. Lemmon Survey    |
| 266545 | 2008 FO123             | 29 de març de 2008   | Kitt Peak            | Spacewatch           |
| 266546 | 2008 FA124             | 29 de març de 2008   | Kitt Peak            | Spacewatch           |
| 266547 | 2008 FN129             | 31 de març de 2008   | Kitt Peak            | Spacewatch           |
| 266548 | 2008 FN132             | 28 de març de 2008   | Kitt Peak            | Spacewatch           |
| 266549 | 2008 FG134             | 29 de març de 2008   | Mount Lemmon         | Mt. Lemmon Survey    |
| 266550 | 2008 GY5               | 1 d'abril de 2008    | Kitt Peak            | Spacewatch           |
| 266551 | 2008 GA15              | 3 d'abril de 2008    | Mount Lemmon         | Mt. Lemmon Survey    |
| 266552 | 2008 GN20              | 7 d'abril de 2008    | Mayhill              | W. G. Dillon         |
| 266553 | 2008 GX32              | 3 d'abril de 2008    | Kitt Peak            | Spacewatch           |
| 266554 | 2008 GU34              | 3 d'abril de 2008    | Mount Lemmon         | Mt. Lemmon Survey    |
| 266555 | 2008 GX37              | 3 d'abril de 2008    | Kitt Peak            | Spacewatch           |
| 266556 | 2008 GB38              | 3 d'abril de 2008    | Kitt Peak            | Spacewatch           |
| 266557 | 2008 GF38              | 3 d'abril de 2008    | Kitt Peak            | Spacewatch           |
| 266558 | 2008 GR38              | 3 d'abril de 2008    | Mount Lemmon         | Mt. Lemmon Survey    |
| 266559 | 2008 GU47              | 4 d'abril de 2008    | Kitt Peak            | Spacewatch           |
| 266560 | 2008 GN54              | 5 d'abril de 2008    | Mount Lemmon         | Mt. Lemmon Survey    |
| 266561 | 2008 GR60              | 5 d'abril de 2008    | Catalina             | CSS                  |
| 266562 | 2008 GJ62              | 5 d'abril de 2008    | Catalina             | CSS                  |
| 266563 | 2008 GD63              | 5 d'abril de 2008    | Catalina             | CSS                  |
| 266564 | 2008 GX69              | 6 d'abril de 2008    | Mount Lemmon         | Mt. Lemmon Survey    |
| 266565 | 2008 GZ76              | 7 d'abril de 2008    | Kitt Peak            | Spacewatch           |
| 266566 | 2008 GH105             | 11 d'abril de 2008   | Kitt Peak            | Spacewatch           |
| 266567 | 2008 GY115             | 11 d'abril de 2008   | Kitt Peak            | Spacewatch           |
| 266568 | 2008 GP120             | 12 d'abril de 2008   | Catalina             | CSS                  |
| 266569 | 2008 GD122             | 13 d'abril de 2008   | Kitt Peak            | Spacewatch           |
| 266570 | 2008 GG129             | 2 d'abril de 2008    | Kitt Peak            | Spacewatch           |
| 266571 | 2008 GW129             | 4 d'abril de 2008    | Mount Lemmon         | Mt. Lemmon Survey    |
| 266572 | 2008 GH132             | 12 d'abril de 2008   | Kitt Peak            | Spacewatch           |
| 266573 | 2008 HH1               | 24 d'abril de 2008   | Kitt Peak            | Spacewatch           |
| 266574 | 2008 HK3               | 24 d'abril de 2008   | Andrushivka          | Andrushivka          |
| 266575 | 2008 HT5               | 24 d'abril de 2008   | Kitt Peak            | Spacewatch           |
| 266576 | 2008 HO7               | 24 d'abril de 2008   | Kitt Peak            | Spacewatch           |
| 266577 | 2008 HQ11              | 24 d'abril de 2008   | Kitt Peak            | Spacewatch           |
| 266578 | 2008 HS11              | 24 d'abril de 2008   | Catalina             | CSS                  |
| 266579 | 2008 HA14              | 25 d'abril de 2008   | Kitt Peak            | Spacewatch           |
| 266580 | 2008 HL18              | 26 d'abril de 2008   | Kitt Peak            | Spacewatch           |
| 266581 | 2008 HG20              | 26 d'abril de 2008   | Mount Lemmon         | Mt. Lemmon Survey    |
| 266582 | 2008 HC25              | 27 d'abril de 2008   | Kitt Peak            | Spacewatch           |
| 266583 | 2008 HT28              | 28 d'abril de 2008   | Kitt Peak            | Spacewatch           |
| 266584 | 2008 HT33              | 26 d'abril de 2008   | Kitt Peak            | Spacewatch           |
| 266585 | 2008 HE35              | 28 d'abril de 2008   | Kitt Peak            | Spacewatch           |
| 266586 | 2008 HF47              | 28 d'abril de 2008   | Kitt Peak            | Spacewatch           |
| 266587 | 2008 HN49              | 29 d'abril de 2008   | Mount Lemmon         | Mt. Lemmon Survey    |
| 266588 | 2008 HO55              | 29 d'abril de 2008   | Kitt Peak            | Spacewatch           |
| 266589 | 2008 HN61              | 30 d'abril de 2008   | Mount Lemmon         | Mt. Lemmon Survey    |
| 266590 | 2008 HE65              | 29 d'abril de 2008   | Mount Lemmon         | Mt. Lemmon Survey    |
| 266591 | 2008 HX68              | 30 d'abril de 2008   | Kitt Peak            | Spacewatch           |
| 266592 | 2008 HN70              | 29 d'abril de 2008   | Socorro              | LINEAR               |
| 266593 | 2008 JU                | 1 de maig de 2008    | Catalina             | CSS                  |
| 266594 | 2008 JT4               | 2 de maig de 2008    | Catalina             | CSS                  |
| 266595 | 2008 JD10              | 3 de maig de 2008    | Kitt Peak            | Spacewatch           |
| 266596 | 2008 JB13              | 3 de maig de 2008    | Kitt Peak            | Spacewatch           |
| 266597 | 2008 JX14              | 6 de maig de 2008    | Dauban               | F. Kugel             |
| 266598 | 2008 JM25              | 6 de maig de 2008    | Kitt Peak            | Spacewatch           |
| 266599 | 2008 JP25              | 7 de maig de 2008    | Kitt Peak            | Spacewatch           |
| 266600 | 2008 JA26              | 8 de maig de 2008    | Mount Lemmon         | Mt. Lemmon Survey    |

## 266601-266700
| Nom           | Designació provisional | Data de descobriment   | Lloc de descobriment | Descobridor/s          |
| ------------- | ---------------------- | ---------------------- | -------------------- | ---------------------- |
| 266601        | 2008 JV30              | 14 de maig de 2008     | Kitt Peak            | Spacewatch             |
| 266602        | 2008 JH31              | 5 de maig de 2008      | Mount Lemmon         | Mt. Lemmon Survey      |
| 266603        | 2008 JC37              | 13 de maig de 2008     | Mount Lemmon         | Mt. Lemmon Survey      |
| 266604        | 2008 KA8               | 27 de maig de 2008     | Kitt Peak            | Spacewatch             |
| 266605        | 2008 KV20              | 28 de maig de 2008     | Mount Lemmon         | Mt. Lemmon Survey      |
| 266606        | 2008 KR38              | 30 de maig de 2008     | Kitt Peak            | Spacewatch             |
| 266607        | 2008 LV15              | 10 de juny de 2008     | Kitt Peak            | Spacewatch             |
| 266608        | 2008 LT16              | 14 de juny de 2008     | Eskridge             | G. Hug                 |
| 266609        | 2008 MR                | 26 de juny de 2008     | La Sagra             | La Sagra               |
| 266610        | 2008 OK3               | 27 de juliol de 2008   | Bisei SG Center      | BATTeRS                |
| 266611        | 2008 OK9               | 29 de juliol de 2008   | La Sagra             | La Sagra               |
| 266612        | 2008 OQ9               | 29 de juliol de 2008   | La Sagra             | La Sagra               |
| 266613        | 2008 OQ10              | 31 de juliol de 2008   | Hibiscus             | S. F. Hoenig, N. Teamo |
| 266614        | 2008 OV10              | 30 de juliol de 2008   | Reedy Creek          | J. Broughton           |
| 266615        | 2008 OD12              | 25 de juliol de 2008   | La Sagra             | La Sagra               |
| 266616        | 2008 OZ17              | 30 de juliol de 2008   | Kitt Peak            | Spacewatch             |
| 266617        | 2008 OX23              | 30 de juliol de 2008   | Kitt Peak            | Spacewatch             |
| 266618        | 2008 PF4               | 3 d'agost de 2008      | Pla D'Arguines       | R. Ferrando            |
| 266619        | 2008 PC6               | 4 d'agost de 2008      | La Sagra             | La Sagra               |
| 266620        | 2008 PS13              | 10 d'agost de 2008     | Dauban               | F. Kugel               |
| 266621        | 2008 PY16              | 7 d'agost de 2008      | Tiki                 | N. Teamo               |
| 266622 Málna  | 2008 QO3               | 24 d'agost de 2008     | Piszkesteto          | K. Sarneczky           |
| 266623        | 2008 QF5               | 22 d'agost de 2008     | Kitt Peak            | Spacewatch             |
| 266624        | 2008 QH8               | 25 d'agost de 2008     | La Sagra             | La Sagra               |
| 266625        | 2008 QL10              | 26 d'agost de 2008     | La Sagra             | La Sagra               |
| 266626        | 2008 QP21              | 26 d'agost de 2008     | Socorro              | LINEAR                 |
| 266627        | 2008 QL26              | 29 d'agost de 2008     | La Sagra             | La Sagra               |
| 266628        | 2008 QT30              | 30 d'agost de 2008     | Socorro              | LINEAR                 |
| 266629        | 2008 QL47              | 23 d'agost de 2008     | Kitt Peak            | Spacewatch             |
| 266630        | 2008 RX5               | 2 de setembre de 2008  | Kitt Peak            | Spacewatch             |
| 266631        | 2008 RC73              | 6 de setembre de 2008  | Mount Lemmon         | Mt. Lemmon Survey      |
| 266632        | 2008 RE73              | 6 de setembre de 2008  | Mount Lemmon         | Mt. Lemmon Survey      |
| 266633        | 2008 RB78              | 9 de setembre de 2008  | Bisei SG Center      | BATTeRS                |
| 266634        | 2008 RH82              | 4 de setembre de 2008  | Kitt Peak            | Spacewatch             |
| 266635        | 2008 RS82              | 4 de setembre de 2008  | Kitt Peak            | Spacewatch             |
| 266636        | 2008 RV95              | 7 de setembre de 2008  | Catalina             | CSS                    |
| 266637        | 2008 RN99              | 2 de setembre de 2008  | Kitt Peak            | Spacewatch             |
| 266638        | 2008 RQ115             | 7 de setembre de 2008  | Mount Lemmon         | Mt. Lemmon Survey      |
| 266639        | 2008 RL127             | 6 de setembre de 2008  | Kitt Peak            | Spacewatch             |
| 266640        | 2008 RY135             | 4 de setembre de 2008  | Kitt Peak            | Spacewatch             |
| 266641        | 2008 SH14              | 19 de setembre de 2008 | Kitt Peak            | Spacewatch             |
| 266642        | 2008 SE16              | 19 de setembre de 2008 | Kitt Peak            | Spacewatch             |
| 266643        | 2008 SF62              | 21 de setembre de 2008 | Kitt Peak            | Spacewatch             |
| 266644        | 2008 SP143             | 24 de setembre de 2008 | Mount Lemmon         | Mt. Lemmon Survey      |
| 266645        | 2008 SS202             | 26 de setembre de 2008 | Kitt Peak            | Spacewatch             |
| 266646 Zaphod | 2008 SD209             | 28 de setembre de 2008 | Charleston           | Charleston             |
| 266647        | 2008 SH229             | 28 de setembre de 2008 | Mount Lemmon         | Mt. Lemmon Survey      |
| 266648        | 2008 SX260             | 23 de setembre de 2008 | Mount Lemmon         | Mt. Lemmon Survey      |
| 266649        | 2008 SG287             | 23 de setembre de 2008 | Kitt Peak            | Spacewatch             |
| 266650        | 2008 TS1               | 2 d'octubre de 2008    | Socorro              | LINEAR                 |
| 266651        | 2008 TY4               | 1 d'octubre de 2008    | La Sagra             | La Sagra               |
| 266652        | 2008 TA30              | 1 d'octubre de 2008    | Mount Lemmon         | Mt. Lemmon Survey      |
| 266653        | 2008 TS30              | 1 d'octubre de 2008    | Kitt Peak            | Spacewatch             |
| 266654        | 2008 TL87              | 3 d'octubre de 2008    | Kitt Peak            | Spacewatch             |
| 266655        | 2008 TT121             | 7 d'octubre de 2008    | Catalina             | CSS                    |
| 266656        | 2008 TG142             | 9 d'octubre de 2008    | Mount Lemmon         | Mt. Lemmon Survey      |
| 266657        | 2008 TA168             | 1 d'octubre de 2008    | Catalina             | CSS                    |
| 266658        | 2008 TZ180             | 9 d'octubre de 2008    | Catalina             | CSS                    |
| 266659        | 2008 TR181             | 1 d'octubre de 2008    | Kitt Peak            | Spacewatch             |
| 266660        | 2008 UF82              | 22 d'octubre de 2008   | Mount Lemmon         | Mt. Lemmon Survey      |
| 266661        | 2008 UV192             | 25 d'octubre de 2008   | Mount Lemmon         | Mt. Lemmon Survey      |
| 266662        | 2008 UJ209             | 23 d'octubre de 2008   | Kitt Peak            | Spacewatch             |
| 266663        | 2008 UH223             | 25 d'octubre de 2008   | Kitt Peak            | Spacewatch             |
| 266664        | 2008 VG54              | 6 de novembre de 2008  | Kitt Peak            | Spacewatch             |
| 266665        | 2008 VG76              | 1 de novembre de 2008  | Mount Lemmon         | Mt. Lemmon Survey      |
| 266666        | 2008 VH77              | 3 de novembre de 2008  | Mount Lemmon         | Mt. Lemmon Survey      |
| 266667        | 2008 WS117             | 30 de novembre de 2008 | Mount Lemmon         | Mt. Lemmon Survey      |
| 266668        | 2008 WO136             | 20 de novembre de 2008 | Socorro              | LINEAR                 |
| 266669        | 2008 XR11              | 1 de desembre de 2008  | Catalina             | CSS                    |
| 266670        | 2008 YZ109             | 30 de desembre de 2008 | Mount Lemmon         | Mt. Lemmon Survey      |
| 266671        | 2008 YZ111             | 31 de desembre de 2008 | Kitt Peak            | Spacewatch             |
| 266672        | 2008 YD168             | 22 de desembre de 2008 | Catalina             | CSS                    |
| 266673        | 2008 YY170             | 31 de desembre de 2008 | Kitt Peak            | Spacewatch             |
| 266674        | 2009 AN10              | 2 de gener de 2009     | Mount Lemmon         | Mt. Lemmon Survey      |
| 266675        | 2009 BD94              | 25 de gener de 2009    | Kitt Peak            | Spacewatch             |
| 266676        | 2009 FV56              | 24 de març de 2009     | Catalina             | CSS                    |
| 266677        | 2009 HG71              | 22 d'abril de 2009     | Mount Lemmon         | Mt. Lemmon Survey      |
| 266678        | 2009 HU82              | 24 d'abril de 2009     | Mount Lemmon         | Mt. Lemmon Survey      |
| 266679        | 2009 KV4               | 22 de maig de 2009     | Hibiscus             | N. Teamo               |
| 266680        | 2009 MV6               | 23 de juny de 2009     | Mount Lemmon         | Mt. Lemmon Survey      |
| 266681        | 2009 OO2               | 17 de juliol de 2009   | La Sagra             | La Sagra               |
| 266682        | 2009 OK10              | 30 de juliol de 2009   | Kitt Peak            | Spacewatch             |
| 266683        | 2009 OB12              | 27 de juliol de 2009   | Kitt Peak            | Spacewatch             |
| 266684        | 2009 OQ13              | 27 de juliol de 2009   | Kitt Peak            | Spacewatch             |
| 266685        | 2009 OL15              | 28 de juliol de 2009   | Kitt Peak            | Spacewatch             |
| 266686        | 2009 OM20              | 29 de juliol de 2009   | La Sagra             | La Sagra               |
| 266687        | 2009 OL21              | 26 de juliol de 2009   | La Sagra             | La Sagra               |
| 266688        | 2009 OH23              | 20 de juliol de 2009   | Siding Spring        | Siding Spring Survey   |
| 266689        | 2009 OB24              | 31 de juliol de 2009   | Kitt Peak            | Spacewatch             |
| 266690        | 2009 OP24              | 20 de juliol de 2009   | Siding Spring        | Siding Spring Survey   |
| 266691        | 2009 PB                | 1 d'agost de 2009      | Skylive              | F. Tozzi               |
| 266692        | 2009 PJ1               | 14 d'agost de 2009     | Dauban               | F. Kugel               |
| 266693        | 2009 PT11              | 15 d'agost de 2009     | Catalina             | CSS                    |
| 266694        | 2009 PY11              | 15 d'agost de 2009     | Catalina             | CSS                    |
| 266695        | 2009 PS17              | 10 d'agost de 2009     | Kitt Peak            | Spacewatch             |
| 266696        | 2009 PU19              | 15 d'agost de 2009     | Kitt Peak            | Spacewatch             |
| 266697        | 2009 PD20              | 15 d'agost de 2009     | Kitt Peak            | Spacewatch             |
| 266698        | 2009 PF20              | 15 d'agost de 2009     | Kitt Peak            | Spacewatch             |
| 266699        | 2009 PT20              | 15 d'agost de 2009     | Socorro              | LINEAR                 |
| 266700        | 2009 PD21              | 15 d'agost de 2009     | Kitt Peak            | Spacewatch             |

## 266701-266800
| Nom                 | Designació provisional | Data de descobriment   | Lloc de descobriment | Descobridor/s            |
| ------------------- | ---------------------- | ---------------------- | -------------------- | ------------------------ |
| 266701              | 2009 QL7               | 17 d'agost de 2009     | Catalina             | CSS                      |
| 266702              | 2009 QG9               | 19 d'agost de 2009     | Socorro              | LINEAR                   |
| 266703              | 2009 QG19              | 18 d'agost de 2009     | Bergisch Gladbac     | W. Bickel                |
| 266704              | 2009 QW19              | 19 d'agost de 2009     | La Sagra             | La Sagra                 |
| 266705              | 2009 QZ21              | 20 d'agost de 2009     | La Sagra             | La Sagra                 |
| 266706              | 2009 QL27              | 21 d'agost de 2009     | Dauban               | F. Kugel                 |
| 266707              | 2009 QD30              | 24 d'agost de 2009     | Farra d'Isonzo       | Farra d'Isonzo           |
| 266708              | 2009 QE31              | 24 d'agost de 2009     | La Sagra             | La Sagra                 |
| 266709              | 2009 QZ32              | 26 d'agost de 2009     | Catalina             | CSS                      |
| 266710              | 2009 QH37              | 31 d'agost de 2009     | Haleakala            | M. Micheli               |
| 266711 Tuttlingen   | 2009 QX38              | 30 d'agost de 2009     | Taunus               | R. Kling, U. Zimmer      |
| 266712              | 2009 QA47              | 28 d'agost de 2009     | La Sagra             | La Sagra                 |
| 266713              | 2009 QL47              | 28 d'agost de 2009     | La Sagra             | La Sagra                 |
| 266714              | 2009 QT47              | 28 d'agost de 2009     | La Sagra             | La Sagra                 |
| 266715              | 2009 QT51              | 29 d'agost de 2009     | La Sagra             | La Sagra                 |
| 266716              | 2009 QQ53              | 16 d'agost de 2009     | Kitt Peak            | Spacewatch               |
| 266717              | 2009 QK55              | 29 d'agost de 2009     | Kitt Peak            | Spacewatch               |
| 266718              | 2009 QC57              | 19 d'agost de 2009     | Kitt Peak            | Spacewatch               |
| 266719              | 2009 QW62              | 27 d'agost de 2009     | Kitt Peak            | Spacewatch               |
| 266720              | 2009 RJ                | 9 de setembre de 2009  | La Sagra             | La Sagra                 |
| 266721              | 2009 RX6               | 10 de setembre de 2009 | Catalina             | CSS                      |
| 266722              | 2009 RL12              | 12 de setembre de 2009 | Kitt Peak            | Spacewatch               |
| 266723              | 2009 RE14              | 12 de setembre de 2009 | Kitt Peak            | Spacewatch               |
| 266724              | 2009 RN18              | 12 de setembre de 2009 | Kitt Peak            | Spacewatch               |
| 266725 Vonputtkamer | 2009 RU26              | 13 de setembre de 2009 | ESA OGS              | M. Busch, R. Kresken     |
| 266726              | 2009 RM31              | 14 de setembre de 2009 | Kitt Peak            | Spacewatch               |
| 266727              | 2009 RX31              | 14 de setembre de 2009 | Kitt Peak            | Spacewatch               |
| 266728              | 2009 RG32              | 14 de setembre de 2009 | Kitt Peak            | Spacewatch               |
| 266729              | 2009 RN34              | 14 de setembre de 2009 | Kitt Peak            | Spacewatch               |
| 266730              | 2009 RC49              | 15 de setembre de 2009 | Kitt Peak            | Spacewatch               |
| 266731              | 2009 RN59              | 15 de setembre de 2009 | Kitt Peak            | Spacewatch               |
| 266732              | 2009 RV60              | 14 de setembre de 2009 | Catalina             | CSS                      |
| 266733              | 2009 RO68              | 15 de setembre de 2009 | Kitt Peak            | Spacewatch               |
| 266734              | 2009 SO                | 16 de setembre de 2009 | Great Shefford       | P. Birtwhistle           |
| 266735              | 2009 SH3               | 16 de setembre de 2009 | Kitt Peak            | Spacewatch               |
| 266736              | 2009 SU3               | 16 de setembre de 2009 | Kitt Peak            | Spacewatch               |
| 266737              | 2009 SQ21              | 22 de setembre de 2009 | Bergisch Gladbac     | W. Bickel                |
| 266738              | 2009 SA25              | 16 de setembre de 2009 | Kitt Peak            | Spacewatch               |
| 266739              | 2009 SN31              | 16 de setembre de 2009 | Kitt Peak            | Spacewatch               |
| 266740              | 2009 ST33              | 16 de setembre de 2009 | Kitt Peak            | Spacewatch               |
| 266741              | 2009 SF43              | 16 de setembre de 2009 | Kitt Peak            | Spacewatch               |
| 266742              | 2009 SJ43              | 16 de setembre de 2009 | Kitt Peak            | Spacewatch               |
| 266743              | 2009 SV47              | 16 de setembre de 2009 | Kitt Peak            | Spacewatch               |
| 266744              | 2009 SE50              | 17 de setembre de 2009 | Kitt Peak            | Spacewatch               |
| 266745              | 2009 SS50              | 17 de setembre de 2009 | Kitt Peak            | Spacewatch               |
| 266746              | 2009 SF52              | 17 de setembre de 2009 | Kitt Peak            | Spacewatch               |
| 266747              | 2009 SH60              | 17 de setembre de 2009 | Kitt Peak            | Spacewatch               |
| 266748              | 2009 SS60              | 17 de setembre de 2009 | Kitt Peak            | Spacewatch               |
| 266749              | 2009 SQ62              | 17 de setembre de 2009 | Mount Lemmon         | Mt. Lemmon Survey        |
| 266750              | 2009 SU65              | 17 de setembre de 2009 | Kitt Peak            | Spacewatch               |
| 266751              | 2009 SD69              | 17 de setembre de 2009 | Kitt Peak            | Spacewatch               |
| 266752              | 2009 SJ70              | 17 de setembre de 2009 | Kitt Peak            | Spacewatch               |
| 266753              | 2009 SL76              | 17 de setembre de 2009 | Kitt Peak            | Spacewatch               |
| 266754              | 2009 SA77              | 17 de setembre de 2009 | Kitt Peak            | Spacewatch               |
| 266755              | 2009 SK84              | 25 de desembre de 2005 | Kitt Peak            | Spacewatch               |
| 266756              | 2009 SN87              | 18 de setembre de 2009 | Mount Lemmon         | Mt. Lemmon Survey        |
| 266757              | 2009 SS87              | 18 de setembre de 2009 | Kitt Peak            | Spacewatch               |
| 266758              | 2009 SV102             | 24 de setembre de 2009 | Mayhill              | A. Lowe                  |
| 266759              | 2009 SE103             | 25 de setembre de 2009 | Mayhill              | A. Lowe                  |
| 266760              | 2009 SO110             | 17 de setembre de 2009 | Mount Lemmon         | Mt. Lemmon Survey        |
| 266761              | 2009 SY116             | 18 de setembre de 2009 | Kitt Peak            | Spacewatch               |
| 266762              | 2009 SF122             | 18 de setembre de 2009 | Kitt Peak            | Spacewatch               |
| 266763              | 2009 SN129             | 18 de setembre de 2009 | Kitt Peak            | Spacewatch               |
| 266764              | 2009 SV129             | 18 de setembre de 2009 | Kitt Peak            | Spacewatch               |
| 266765              | 2009 SH133             | 18 de setembre de 2009 | Kitt Peak            | Spacewatch               |
| 266766              | 2009 SA134             | 18 de setembre de 2009 | Kitt Peak            | Spacewatch               |
| 266767              | 2009 SS137             | 18 de setembre de 2009 | Kitt Peak            | Spacewatch               |
| 266768              | 2009 SK138             | 18 de setembre de 2009 | Kitt Peak            | Spacewatch               |
| 266769              | 2009 SG158             | 20 de setembre de 2009 | Kitt Peak            | Spacewatch               |
| 266770              | 2009 SE165             | 22 de setembre de 2009 | La Sagra             | La Sagra                 |
| 266771              | 2009 SN169             | 24 de setembre de 2009 | Bergisch Gladbac     | W. Bickel                |
| 266772              | 2009 SW172             | 13 de febrer de 2002   | Apache Point         | Sloan Digital Sky Survey |
| 266773              | 2009 SC188             | 21 de setembre de 2009 | Kitt Peak            | Spacewatch               |
| 266774              | 2009 ST196             | 22 de setembre de 2009 | Kitt Peak            | Spacewatch               |
| 266775              | 2009 SZ198             | 22 de setembre de 2009 | Kitt Peak            | Spacewatch               |
| 266776              | 2009 SF203             | 22 de setembre de 2009 | Kitt Peak            | Spacewatch               |
| 266777              | 2009 SU210             | 23 de setembre de 2009 | Kitt Peak            | Spacewatch               |
| 266778              | 2009 SV213             | 23 de setembre de 2009 | Kitt Peak            | Spacewatch               |
| 266779              | 2009 SO217             | 13 de març de 2002     | Kitt Peak            | Spacewatch               |
| 266780              | 2009 SB218             | 24 de setembre de 2009 | Mount Lemmon         | Mt. Lemmon Survey        |
| 266781              | 2009 SR237             | 16 de setembre de 2009 | Catalina             | CSS                      |
| 266782              | 2009 SK238             | 16 de setembre de 2009 | Catalina             | CSS                      |
| 266783              | 2009 SN241             | 18 de setembre de 2009 | Catalina             | CSS                      |
| 266784              | 2009 SU244             | 17 de setembre de 2009 | Kitt Peak            | Spacewatch               |
| 266785              | 2009 SC251             | 20 de setembre de 2009 | Kitt Peak            | Spacewatch               |
| 266786              | 2009 SE253             | 22 de setembre de 2009 | Kitt Peak            | Spacewatch               |
| 266787              | 2009 SJ260             | 22 de setembre de 2009 | Mount Lemmon         | Mt. Lemmon Survey        |
| 266788              | 2009 SN264             | 23 de setembre de 2009 | Mount Lemmon         | Mt. Lemmon Survey        |
| 266789              | 2009 SC268             | 9 d'octubre de 2004    | Kitt Peak            | Spacewatch               |
| 266790              | 2009 SR268             | 24 de setembre de 2009 | Kitt Peak            | Spacewatch               |
| 266791              | 2009 SA271             | 24 de setembre de 2009 | Kitt Peak            | Spacewatch               |
| 266792              | 2009 SO274             | 25 de setembre de 2009 | Kitt Peak            | Spacewatch               |
| 266793              | 2009 SQ277             | 25 de setembre de 2009 | Kitt Peak            | Spacewatch               |
| 266794              | 2009 SK302             | 16 de setembre de 2009 | Catalina             | CSS                      |
| 266795              | 2009 SL307             | 17 de setembre de 2009 | Kitt Peak            | Spacewatch               |
| 266796              | 2009 SW313             | 18 de setembre de 2009 | Kitt Peak            | Spacewatch               |
| 266797              | 2009 SG316             | 19 de setembre de 2009 | Kitt Peak            | Spacewatch               |
| 266798              | 2009 SJ328             | 26 de setembre de 2009 | Kitt Peak            | Spacewatch               |
| 266799              | 2009 SG338             | 27 de setembre de 2009 | Kitt Peak            | Spacewatch               |
| 266800              | 2009 SM338             | 22 de setembre de 2009 | Mount Lemmon         | Mt. Lemmon Survey        |

## 266801-266900
| Nom                 | Designació provisional | Data de descobriment   | Lloc de descobriment | Descobridor/s      |
| ------------------- | ---------------------- | ---------------------- | -------------------- | ------------------ |
| 266801              | 2009 SR338             | 18 de setembre de 2009 | Catalina             | CSS                |
| 266802              | 2009 SV339             | 22 de setembre de 2009 | Mount Lemmon         | Mt. Lemmon Survey  |
| 266803              | 2009 SW342             | 17 de setembre de 2009 | Kitt Peak            | Spacewatch         |
| 266804              | 2009 SO343             | 17 de setembre de 2009 | Kitt Peak            | Spacewatch         |
| 266805              | 2009 SN350             | 26 de setembre de 2009 | Kitt Peak            | Spacewatch         |
| 266806              | 2009 SF352             | 29 de setembre de 2009 | Mount Lemmon         | Mt. Lemmon Survey  |
| 266807              | 2009 SQ353             | 18 de setembre de 2009 | Mount Lemmon         | Mt. Lemmon Survey  |
| 266808              | 2009 SN355             | 12 d'octubre de 1998   | Kitt Peak            | Spacewatch         |
| 266809              | 2009 SJ359             | 22 de setembre de 2009 | Kitt Peak            | Spacewatch         |
| 266810              | 2009 SN359             | 23 de setembre de 2009 | Kitt Peak            | Spacewatch         |
| 266811              | 2009 ST359             | 25 de setembre de 2009 | Kitt Peak            | Spacewatch         |
| 266812              | 2009 SL361             | 18 de setembre de 2009 | Catalina             | CSS                |
| 266813              | 2009 SW363             | 24 de setembre de 2009 | Mount Lemmon         | Mt. Lemmon Survey  |
| 266814              | 2009 TX2               | 13 d'octubre de 2009   | Mayhill              | A. Lowe            |
| 266815              | 2009 TR5               | 11 d'octubre de 2009   | Mount Lemmon         | Mt. Lemmon Survey  |
| 266816              | 2009 TO6               | 12 d'octubre de 2009   | La Sagra             | La Sagra           |
| 266817              | 2009 TU10              | 11 d'octubre de 2009   | Mount Lemmon         | Mt. Lemmon Survey  |
| 266818              | 2009 TD11              | 12 d'octubre de 2009   | La Sagra             | La Sagra           |
| 266819              | 2009 TQ11              | 14 d'octubre de 2009   | Bergisch Gladbac     | W. Bickel          |
| 266820              | 2009 TQ21              | 12 d'octubre de 2009   | La Sagra             | La Sagra           |
| 266821              | 2009 TK22              | 13 d'octubre de 2009   | La Sagra             | La Sagra           |
| 266822              | 2009 TD24              | 8 d'octubre de 2004    | Kitt Peak            | Spacewatch         |
| 266823              | 2009 TJ26              | 14 d'octubre de 2009   | La Sagra             | La Sagra           |
| 266824              | 2009 TX27              | 15 d'octubre de 2009   | La Sagra             | La Sagra           |
| 266825              | 2009 TP34              | 12 d'octubre de 2009   | La Sagra             | La Sagra           |
| 266826              | 2009 TX35              | 14 d'octubre de 2009   | Catalina             | CSS                |
| 266827              | 2009 TS36              | 15 d'octubre de 2009   | Bergisch Gladbac     | W. Bickel          |
| 266828              | 2009 TP37              | 8 d'octubre de 2009    | La Sagra             | La Sagra           |
| 266829              | 2009 TF39              | 15 d'octubre de 2009   | Catalina             | CSS                |
| 266830              | 2009 TM41              | 15 d'octubre de 2009   | Catalina             | CSS                |
| 266831              | 2009 UW3               | 18 d'octubre de 2009   | Taunus               | S. Karge, R. Kling |
| 266832              | 2009 UF4               | 17 d'octubre de 2009   | Bisei SG Center      | BATTeRS            |
| 266833              | 2009 UY13              | 19 d'octubre de 2009   | Socorro              | LINEAR             |
| 266834              | 2009 UJ15              | 16 d'octubre de 2009   | Mount Lemmon         | Mt. Lemmon Survey  |
| 266835              | 2009 UP17              | 20 d'octubre de 2009   | Bisei SG Center      | BATTeRS            |
| 266836              | 2009 UK18              | 20 d'octubre de 2009   | Tzec Maun            | J. Sachs           |
| 266837              | 2009 UQ19              | 24 d'octubre de 2009   | Farra d'Isonzo       | Farra d'Isonzo     |
| 266838              | 2009 UW21              | 16 d'octubre de 2009   | Catalina             | CSS                |
| 266839              | 2009 UV22              | 17 d'octubre de 2009   | Mount Lemmon         | Mt. Lemmon Survey  |
| 266840              | 2009 UN24              | 18 d'octubre de 2009   | Mount Lemmon         | Mt. Lemmon Survey  |
| 266841              | 2009 UA27              | 21 d'octubre de 2009   | Mount Lemmon         | Mt. Lemmon Survey  |
| 266842              | 2009 UZ29              | 18 d'octubre de 2009   | Mount Lemmon         | Mt. Lemmon Survey  |
| 266843              | 2009 UY32              | 18 d'octubre de 2009   | Mount Lemmon         | Mt. Lemmon Survey  |
| 266844              | 2009 UL33              | 18 d'octubre de 2009   | Mount Lemmon         | Mt. Lemmon Survey  |
| 266845              | 2009 UW43              | 18 d'octubre de 2009   | Mount Lemmon         | Mt. Lemmon Survey  |
| 266846              | 2009 UA46              | 18 d'octubre de 2009   | Mount Lemmon         | Mt. Lemmon Survey  |
| 266847              | 2009 UE46              | 18 d'octubre de 2009   | Mount Lemmon         | Mt. Lemmon Survey  |
| 266848              | 2009 UB53              | 22 d'octubre de 2009   | Kitt Peak            | Spacewatch         |
| 266849              | 2009 UH61              | 17 d'octubre de 2009   | Mount Lemmon         | Mt. Lemmon Survey  |
| 266850              | 2009 UL61              | 6 de novembre de 2005  | Mount Lemmon         | Mt. Lemmon Survey  |
| 266851              | 2009 UK79              | 27 de febrer de 2001   | Kitt Peak            | Spacewatch         |
| 266852              | 2009 UB87              | 24 d'octubre de 2009   | Catalina             | CSS                |
| 266853              | 2009 UP88              | 21 d'octubre de 2009   | Catalina             | CSS                |
| 266854 Sezenaksu    | 2009 UB90              | 24 d'octubre de 2009   | Nogales              | J.-C. Merlin       |
| 266855              | 2009 UD97              | 22 d'octubre de 2009   | Mount Lemmon         | Mt. Lemmon Survey  |
| 266856              | 2009 UV97              | 23 d'octubre de 2009   | Mount Lemmon         | Mt. Lemmon Survey  |
| 266857              | 2009 UH98              | 23 d'octubre de 2009   | Mount Lemmon         | Mt. Lemmon Survey  |
| 266858              | 2009 UK99              | 23 d'octubre de 2009   | Mount Lemmon         | Mt. Lemmon Survey  |
| 266859              | 2009 UJ109             | 23 d'octubre de 2009   | Kitt Peak            | Spacewatch         |
| 266860              | 2009 UZ109             | 23 d'octubre de 2009   | Kitt Peak            | Spacewatch         |
| 266861              | 2009 UO112             | 25 d'octubre de 2009   | La Sagra             | La Sagra           |
| 266862              | 2009 UC121             | 24 d'octubre de 2009   | Kitt Peak            | Spacewatch         |
| 266863              | 2009 UH133             | 21 d'octubre de 2009   | Mount Lemmon         | Mt. Lemmon Survey  |
| 266864              | 2009 UE138             | 27 d'octubre de 2009   | Kitt Peak            | Spacewatch         |
| 266865              | 2009 UR138             | 22 d'octubre de 2009   | Mount Lemmon         | Mt. Lemmon Survey  |
| 266866              | 2009 UX138             | 26 d'octubre de 2009   | Kitt Peak            | Spacewatch         |
| 266867              | 2009 UN141             | 16 d'octubre de 2009   | Catalina             | CSS                |
| 266868              | 2009 UG151             | 26 d'octubre de 2009   | Kitt Peak            | Spacewatch         |
| 266869              | 2009 UZ151             | 18 d'octubre de 2009   | Socorro              | LINEAR             |
| 266870              | 2009 UY154             | 22 d'octubre de 2009   | Catalina             | CSS                |
| 266871              | 2009 VR3               | 8 de novembre de 2009  | Kitt Peak            | Spacewatch         |
| 266872              | 2009 VA21              | 9 de novembre de 2009  | Mount Lemmon         | Mt. Lemmon Survey  |
| 266873              | 2009 VQ22              | 9 de novembre de 2009  | Mount Lemmon         | Mt. Lemmon Survey  |
| 266874              | 2009 VA33              | 9 de novembre de 2009  | Mount Lemmon         | Mt. Lemmon Survey  |
| 266875              | 2009 VS38              | 9 de novembre de 2009  | Kitt Peak            | Spacewatch         |
| 266876              | 2009 VB53              | 10 de novembre de 2009 | Mount Lemmon         | Mt. Lemmon Survey  |
| 266877              | 2009 VP59              | 9 de novembre de 2009  | Catalina             | CSS                |
| 266878              | 2009 VN64              | 9 de novembre de 2009  | Kitt Peak            | Spacewatch         |
| 266879              | 2009 VL73              | 11 de novembre de 2009 | Mount Lemmon         | Mt. Lemmon Survey  |
| 266880              | 2009 VK77              | 9 de novembre de 2009  | Catalina             | CSS                |
| 266881              | 2009 VW78              | 10 de novembre de 2009 | Catalina             | CSS                |
| 266882              | 2009 VP79              | 10 de novembre de 2009 | Catalina             | CSS                |
| 266883              | 2009 VD80              | 11 de novembre de 2009 | Catalina             | CSS                |
| 266884              | 2009 VV92              | 10 de novembre de 2009 | Catalina             | CSS                |
| 266885              | 2009 VS108             | 9 de novembre de 2009  | Kitt Peak            | Spacewatch         |
| 266886              | 2009 VB112             | 8 de novembre de 2009  | Catalina             | CSS                |
| 266887 Wolfgangries | 2009 WO24              | 19 de novembre de 2009 | Gaisberg             | R. Gierlinger      |
| 266888              | 2009 WU45              | 18 de novembre de 2009 | Mount Lemmon         | Mt. Lemmon Survey  |
| 266889              | 2009 WW46              | 18 de novembre de 2009 | Mount Lemmon         | Mt. Lemmon Survey  |
| 266890              | 2009 WN48              | 19 de novembre de 2009 | Mount Lemmon         | Mt. Lemmon Survey  |
| 266891              | 2009 WR49              | 19 de novembre de 2009 | Mount Lemmon         | Mt. Lemmon Survey  |
| 266892              | 2009 WL50              | 19 de novembre de 2009 | La Sagra             | La Sagra           |
| 266893              | 2009 WA76              | 18 de novembre de 2009 | Kitt Peak            | Spacewatch         |
| 266894              | 2009 WR81              | 18 de novembre de 2009 | La Sagra             | La Sagra           |
| 266895              | 2009 WS81              | 18 de novembre de 2009 | La Sagra             | La Sagra           |
| 266896              | 2009 WR101             | 20 de març de 2001     | Kitt Peak            | Sapcewatch         |
| 266897              | 2009 WK104             | 18 de novembre de 2009 | La Sagra             | La Sagra           |
| 266898              | 2009 WY105             | 24 d'agost de 2008     | Kitt Peak            | Spacewatch         |
| 266899              | 2009 WA106             | 26 de novembre de 2009 | Mayhill              | A. Lowe            |
| 266900              | 2009 WN112             | 17 de novembre de 2009 | Catalina             | CSS                |

## 266901-267000
| Nom               | Designació provisional | Data de descobriment   | Lloc de descobriment | Descobridor/s                                          |
| ----------------- | ---------------------- | ---------------------- | -------------------- | ------------------------------------------------------ |
| 266901            | 2009 WL121             | 20 de novembre de 2009 | Kitt Peak            | Spacewatch                                             |
| 266902            | 2009 WH146             | 19 de novembre de 2009 | Mount Lemmon         | Mt. Lemmon Survey                                      |
| 266903            | 2009 WO156             | 20 de novembre de 2009 | Kitt Peak            | Spacewatch                                             |
| 266904            | 2009 WE175             | 23 de novembre de 2009 | Kitt Peak            | Spacewatch                                             |
| 266905            | 2009 WP177             | 23 de novembre de 2009 | Mount Lemmon         | Mt. Lemmon Survey                                      |
| 266906            | 2009 WN193             | 24 de novembre de 2009 | Mount Lemmon         | Mt. Lemmon Survey                                      |
| 266907            | 2009 WB203             | 16 de novembre de 2009 | Kitt Peak            | Spacewatch                                             |
| 266908            | 2009 WX209             | 18 de novembre de 2009 | Kitt Peak            | Spacewatch                                             |
| 266909            | 2009 WP220             | 16 de novembre de 2009 | Mount Lemmon         | Mt. Lemmon Survey                                      |
| 266910            | 2009 WD234             | 18 de novembre de 2009 | Mount Lemmon         | Mt. Lemmon Survey                                      |
| 266911            | 2009 WV248             | 17 de novembre de 2009 | Catalina             | CSS                                                    |
| 266912            | 2009 WZ248             | 18 de novembre de 2009 | Mount Lemmon         | Mt. Lemmon Survey                                      |
| 266913            | 2009 WQ251             | 23 d'agost de 2003     | Palomar              | NEAT                                                   |
| 266914            | 2009 WV260             | 25 de novembre de 2009 | Kitt Peak            | Spacewatch                                             |
| 266915            | 2009 XX12              | 11 de desembre de 2009 | Catalina             | CSS                                                    |
| 266916            | 2009 YJ22              | 17 de desembre de 2009 | Kitt Peak            | Spacewatch                                             |
| 266917            | 2010 AN                | 4 de gener de 2010     | Kitt Peak            | Spacewatch                                             |
| 266918            | 2010 AZ71              | 13 de gener de 2010    | Kitt Peak            | Spacewatch                                             |
| 266919            | 2010 BS24              | 17 de gener de 2010    | WISE                 | WISE                                                   |
| 266920            | 2010 CY21              | 9 de febrer de 2010    | Kitt Peak            | Spacewatch                                             |
| 266921            | 2010 CN52              | 14 de febrer de 2010   | WISE                 | WISE                                                   |
| 266922            | 2010 CC173             | 6 de febrer de 2010    | Kitt Peak            | Spacewatch                                             |
| 266923            | 2010 DS21              | 16 de febrer de 2010   | Socorro              | LINEAR                                                 |
| 266924            | 2010 DK52              | 21 de febrer de 2010   | WISE                 | WISE                                                   |
| 266925            | 2010 ER82              | 12 de març de 2010     | Catalina             | CSS                                                    |
| 266926            | 2010 EF128             | 12 de març de 2010     | Kitt Peak            | Spacewatch                                             |
| 266927            | 2010 EG128             | 12 de març de 2010     | Kitt Peak            | Spacewatch                                             |
| 266928            | 2010 FE16              | 18 de març de 2010     | Kitt Peak            | Spacewatch                                             |
| 266929            | 2010 GB158             | 12 d'abril de 2010     | Kitt Peak            | Spacewatch                                             |
| 266930            | 2010 HZ37              | 21 d'abril de 2010     | WISE                 | WISE                                                   |
| 266931            | 2010 JZ119             | 12 de maig de 2010     | Kitt Peak            | Spacewatch                                             |
| 266932            | 2010 JT162             | 8 de maig de 2010      | Mount Lemmon         | Mt. Lemmon Survey                                      |
| 266933            | 2010 MT107             | 30 de juny de 2010     | WISE                 | WISE                                                   |
| 266934            | 2010 NT37              | 23 d'octubre de 2001   | Kitt Peak            | Spacewatch                                             |
| 266935            | 2010 NO67              | 13 de juliol de 1999   | Socorro              | LINEAR                                                 |
| 266936            | 2010 NJ82              | 30 de setembre de 2005 | Palomar              | NEAT                                                   |
| 266937            | 2010 PM8               | 2 d'agost de 2010      | Socorro              | LINEAR                                                 |
| 266938            | 2010 PB63              | 13 d'agost de 2010     | Socorro              | LINEAR                                                 |
| 266939            | 2010 RD49              | 7 d'octubre de 2004    | Kitt Peak            | Spacewatch                                             |
| 266940            | 2010 RP176             | 12 de setembre de 2001 | Kitt Peak            | Spacewatch                                             |
| 266941            | 2010 ST20              | 31 d'agost de 2005     | Kitt Peak            | Spacewatch                                             |
| 266942            | 2010 SZ23              | 15 d'agost de 2006     | Palomar              | NEAT                                                   |
| 266943            | 2010 TH2               | 22 d'octubre de 2005   | Kitt Peak            | Spacewatch                                             |
| 266944            | 2010 TP2               | 15 de maig de 2005     | Mount Lemmon         | Mt. Lemmon Survey                                      |
| 266945            | 2010 TD5               | 21 de juliol de 2006   | Catalina             | CSS                                                    |
| 266946            | 2010 TH30              | 10 de novembre de 1999 | Kitt Peak            | Spacewatch                                             |
| 266947            | 2010 TP149             | 3 de novembre de 2004  | Catalina             | CSS                                                    |
| 266948            | 2010 TS173             | 20 d'agost de 2006     | Palomar              | NEAT                                                   |
| 266949            | 2010 TZ179             | 10 d'abril de 2005     | Mount Lemmon         | Mt. Lemmon Survey                                      |
| 266950            | 2010 UC3               | 29 de novembre de 2003 | Kitt Peak            | Spacewatch                                             |
| 266951            | 2010 UY14              | 4 de juny de 2006      | Mount Lemmon         | Mt. Lemmon Survey                                      |
| 266952            | 2010 US16              | 26 de setembre de 2005 | Kitt Peak            | Spacewatch                                             |
| 266953            | 2010 UC27              | 25 d'octubre de 1997   | Caussols             | ODAS                                                   |
| 266954            | 2010 UK36              | 28 d'agost de 2005     | Kitt Peak            | Spacewatch                                             |
| 266955            | 2010 UU36              | 21 d'octubre de 2001   | Socorro              | LINEAR                                                 |
| 266956            | 2010 UB49              | 18 de juny de 2006     | Kitt Peak            | Spacewatch                                             |
| 266957            | 2010 UF58              | 20 de novembre de 2004 | Kitt Peak            | Spacewatch                                             |
| 266958            | 2010 US96              | 2 de març de 2006      | Catalina             | CSS                                                    |
| 266959            | 2010 UG102             | 6 de desembre de 2000  | Kitt Peak            | Spacewatch                                             |
| 266960            | 2010 VZ13              | 23 de maig de 2001     | Cerro Tololo         | M. W. Buie                                             |
| 266961            | 2010 VR26              | 21 d'octubre de 2001   | Socorro              | LINEAR                                                 |
| 266962            | 2010 VG48              | 15 de setembre de 2009 | Kitt Peak            | Spacewatch                                             |
| 266963            | 2010 VO48              | 28 de desembre de 2003 | Kitt Peak            | Spacewatch                                             |
| 266964            | 2010 VN51              | 6 d'octubre de 2004    | Kitt Peak            | Spacewatch                                             |
| 266965            | 2010 VB58              | 1 d'abril de 2003      | Apache Point         | Sloan Digital Sky Survey                               |
| 266966            | 2010 VL69              | 5 de novembre de 1994  | Kitt Peak            | Spacewatch                                             |
| 266967            | 2010 VN83              | 8 d'octubre de 1994    | Kitt Peak            | Spacewatch                                             |
| 266968            | 2010 VS84              | 30 de novembre de 2005 | Kitt Peak            | Spacewatch                                             |
| 266969            | 2010 VU85              | 21 de març de 1999     | Apache Point         | Sloan Digital Sky Survey                               |
| 266970            | 2010 VS96              | 24 d'octubre de 1995   | Kitt Peak            | Spacewatch                                             |
| 266971            | 2010 VE100             | 17 de febrer de 2001   | Haleakala            | NEAT                                                   |
| 266972            | 2010 VF103             | 1 de desembre de 2005  | Kitt Peak            | Spacewatch                                             |
| 266973            | 2010 VB121             | 18 d'agost de 2006     | Kitt Peak            | Spacewatch                                             |
| 266974            | 2010 VK133             | 9 d'octubre de 1993    | La Silla             | E. W. Elst                                             |
| 266975            | 2010 VQ137             | 6 de setembre de 1999  | Kitt Peak            | Spacewatch                                             |
| 266976            | 2010 VG184             | 19 de setembre de 2003 | Kitt Peak            | Spacewatch                                             |
| 266977            | 2010 VK197             | 16 de gener de 2005    | Kitt Peak            | Spacewatch                                             |
| 266978            | 2010 VP198             | 20 de novembre de 2001 | Kitt Peak            | Spacewatch                                             |
| 266979            | 2010 WC16              | 6 d'octubre de 2008    | Mount Lemmon         | Mt. Lemmon Survey                                      |
| 266980            | 2010 WP20              | 5 de maig de 2003      | Kitt Peak            | Spacewatch                                             |
| 266981            | 2010 WO38              | 25 de juliol de 2003   | Palomar              | NEAT                                                   |
| 266982            | 2010 WL62              | 21 de juliol de 2007   | Lulin                | Q.-z. Ye                                               |
| 266983 Josepbosch | 2010 WE66              | 30 de novembre de 2005 | Kitt Peak            | Spacewatch                                             |
| 266984            | 2010 WN69              | 30 de novembre de 2000 | Kitt Peak            | Spacewatch                                             |
| 266985            | 2010 XZ4               | 29 de gener de 2007    | Kitt Peak            | Spacewatch                                             |
| 266986            | 2010 XQ17              | 22 de febrer de 1998   | Kitt Peak            | Spacewatch                                             |
| 266987            | 2010 XK24              | 28 de juliol de 2005   | Palomar              | NEAT                                                   |
| 266988            | 2010 XF35              | 11 d'abril de 2003     | Kitt Peak            | Spacewatch                                             |
| 266989            | 2010 XC36              | 21 d'abril de 2003     | Kitt Peak            | Spacewatch                                             |
| 266990            | 2010 XB37              | 18 de juliol de 2001   | Palomar              | NEAT                                                   |
| 266991            | 2010 XX37              | 30 de juliol de 2005   | Palomar              | NEAT                                                   |
| 266992            | 2010 XR43              | 16 de novembre de 1998 | Kitt Peak            | Spacewatch                                             |
| 266993            | 2010 XV44              | 8 de juliol de 2003    | Palomar              | NEAT                                                   |
| 266994            | 2010 XH62              | 13 de febrer de 2001   | Kitt Peak            | Spacewatch                                             |
| 266995            | 2010 XD67              | 16 de gener de 2000    | Kitt Peak            | Spacewatch                                             |
| 266996            | 2010 XQ78              | 1 d'octubre de 2009    | Mount Lemmon         | Mt. Lemmon Survey                                      |
| 266997            | 2010 XR86              | 13 de juny de 2001     | Kitt Peak            | Spacewatch                                             |
| 266998            | 2010 YO1               | 23 de gener de 2004    | Anderson Mesa        | LONEOS                                                 |
| 266999            | 5039 P-L               | 22 d'octubre de 1960   | Palomar              | C. J. van Houten, I. van Houten-Groeneveld, T. Gehrels |
| 267000            | 6229 P-L               | 25 de setembre de 1960 | Palomar              | C. J. van Houten, I. van Houten-Groeneveld, T. Gehrels |